# Alpha Phi Alpha
Alpha Phi Alpha (ΑΦΑ) est, aux États-Unis, la première fraternité interuniversitaire à avoir été créée par des Afro-Américains. Fondée le 4 décembre 1906 sur le campus de l'université Cornell à Ithaca, dans l'État de New York, l'organisation utilise pour se représenter des symboles et des icônes empruntés à l'Égypte antique. La fraternité, qui s'est ouverte à toutes personnes masculines en 1945, a rassemblé depuis ses débuts plus de 175 000 membres. Ses archives sont conservées au Centre de recherche Moorland-Spingarn, un centre de recherche consacré à l'histoire et à la culture des communautés d'origine africaine.
Les sept fondateurs, à savoir Henry A. Callis, Charles H. Chapman, Eugene K. Jones, George B. Kelley, Nathaniel A. Murray, Robert H. Ogle et Vertner W. Tandy, sont généralement collectivement dénommés les « Seven Jewels » (les sept joyaux) et la fraternité, sous leur impulsion, s'est rapidement développée lorsqu'une deuxième branche s'est constituée à l'université Howard en 1907. En effet, à partir de 1908, la branche de Howard est devenue en quelque sorte le prototype de six des huit autres fraternités qui allaient par la suite, à ses côtés, se regrouper au sein du National Pan-Hellenic Council, un rassemblement de fraternités principalement afro-américaines créé en 1930 dans le but de lutter contre la ségrégation qui sévissait à l'époque à l'encontre des étudiants noirs. Aujourd'hui, il existe à l'échelle internationale plus de 700 branches de fraternités Alpha Phi Alpha, réparties en Amérique, en Afrique, en Europe, en Asie et dans les Caraïbes.
La fraternité Alpha Phi Alpha a joué un rôle historique singulier au sens où elle s'est activement impliquée dans de nombreux épisodes de l'histoire des États-Unis en n'hésitant pas à monter au créneau dans des moments clés tel la crise de 1929, la Seconde Guerre mondiale ou les mouvements pour les droits civiques, ainsi que sur les questions sociales auxquelles sont confrontées les personnes de couleur, comme l'apartheid, les problèmes de logement et tous les problèmes d'ordre économique, culturel et politique spécifiques de la communauté noire. Qui plus est, la fraternité mène, en collaboration avec d'autres organisations américaines, de nombreux programmes d'actions philanthropiques. Par ailleurs, la fraternité Alpha Phi Alpha est à l'origine du projet de Mémorial national Martin Luther King, validé par le Congrès américain en 1996, et dont la construction a débuté à Washington en novembre 2006. Ce mémorial a été inauguré le 16 octobre 2011 par le président des États-Unis, Barack Obama. L'inauguration devait initialement être prévue le 28 août 2011, date d'anniversaire de son célèbre discours « I Have a Dream », mais elle fut reportée en raison de la venue de l’ouragan Irene.
Parmi les membres d'Alpha Phi Alpha, on compte le prix Nobel de la paix Martin Luther King, le vice-président des États-Unis Hubert Humphrey, le champion olympique Jesse Owens, l'avocat et juge de la Cour suprême Thurgood Marshall, le démocrate Maynard Jackson et de nombreuses autres personnalités américaines majeures, qui ont toutes adopté les principes cardinaux de la fraternité : Manly Deeds, Scholarship, and Love for All Mankind, que l'on peut traduire par « Des gestes de bravoure, de l'éducation et de l'amour pour tout le genre humain ».

## Histoire

### Fondation

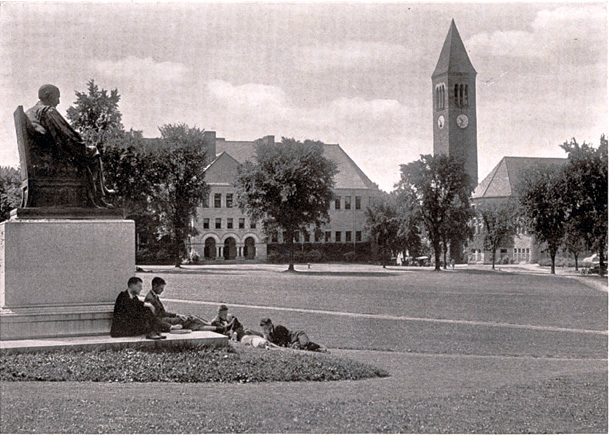
Le Carré des Arts de l'université Cornell en 1919. L'université Cornell est le lieu où Alpha Phi Alpha Fraternity, Inc., a été créée en 1905, bien que l'organisation resta sans nom jusqu'en 1906.

Au début du XXe siècle, les étudiants noirs inscrits dans les universités américaines n'avaient pas la possibilité d'établir les relations de camaraderie que la population majoritairement blanche des étudiants recherchait dans les organisations fraternelles existantes. Pendant l'année scolaire 1905-1906, l'université Cornell fut le témoin de l'organisation de la première fraternité Lettre Grecque pour les étudiants noirs. Alpha Phi Alpha fut structurée avec le désir affiché de fournir des mécanismes de création de ces associations et de faciliter l'entraide mutuelle parmi les étudiants afro-américains. Dès le début des désaccords sont apparus au sujet de l'objectif du groupe. Quelques-uns désiraient créer un club social et littéraire où toutes les personnes pouvaient participer. D'autres dans le groupe étaient plus favorables à une organisation fraternelle traditionnelle. Le sentiment profond qui prévalait était le mécontentement occasionné par l'absence d'accès aux sociétés littéraires et des membres proposèrent d'étendre les fonctions du groupe. Les supporteurs d'une fraternité étaient minoritaires et par conséquent la société s'organisa dans le but de fournir un groupe littéraire, social, scolaire, et d'entraide à tous les étudiants minoritaires qui rencontreraient des discriminations raciales dans leur vie sociale et universitaire.

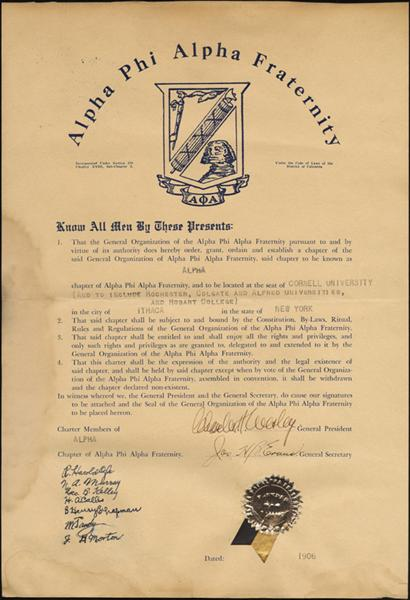
La charte de 1906 pour le chapitre Alpha de ΑΦΑ à l'université Cornell.

Lors de la première réunion pendant l'année scolaire 1905 - 1906, certains membres formèrent le cœur de la structure interne de l'organisation de la « société » non encore nommée. Le 23 octobre 1906, Henry A. Callis et Eugene K. Jones, familiers de la langue grecque, proposèrent que l'organisation soit connue par les lettres grecques Alpha Phi Alpha et Robert H. Ogle proposa que ses couleurs soient « Noir » et « Vieil Or ». La fraternité était encore en formation et la question, source de discorde, consistant à savoir si le terme « club » ou celui de « fraternité » était le plus approprié, était débattue au sein du groupe.
Vers le 4 décembre 1906, les intentions des membres changèrent et la décision fut prise de se faire connaître comme une fraternité. Les désignations envisagées auparavant telles que « club », « organisation », et «société » furent abandonnées définitivement. Les membres fondateurs de la plus ancienne organisation Lettre Grecque pour les étudiants Nègres , avec le Sphinx de Gizeh (construit par le Pharaon Khéphren ou son frère Djédefrê) comme symbole, ont pour noms 
Henry A. Callis, 
Charles H. Chapman, 
George B. Kelley, 
Nathaniel A. Murray, 
Robert H. Ogle, 
Vertner W. Tandy}, 
et James Morton. Ce dernier nom fut remplacé en 1952 par celui de 
Eugene K. Jones.

### Consolidation et développement
Peu après la formation de l'organisation de Cornell, des membres créèrent des chapitres Alpha Phi Alpha dans d'autres Colleges et universités. Les chapitres d'Alpha Phi Alpha sont nommés par des lettres grecques, attribuées dans l'ordre d'arrivée dans la fraternité. Aucun chapitre d'Alpha Phi Alpha n'est désigné par la lettre Oméga, la dernière lettre de l'alphabet grec qui traditionnellement signifie « la fin ». On dit respectueusement que les frères décédés ont rejoint le chapitre Omega.
La constitution de la fraternité (voir la première de couverture de la publication : La Constitution de 1907 d'ΑΦΑ et ses articles administratifs) a été adoptée le 4 décembre 1907, limitant l'adhésion aux étudiants masculins Noirs et établissant que la Convention générale de la Fraternité soit rédigée après la création du quatrième chapitre d'Alpha Phi Alpha. Le préambule formule l'objectif d'Alpha Phi Alpha en partie par :

« la promotion d'une union plus parfaite entre les hommes du college ; l'aide et le soutien permanent accordé à l'essor personnel de ses membres ; à l'encouragement à la camaraderie et à l'esprit fraternel au sein de l'organisation ; à la lutte contre la malfaisance ; à la destruction de tous les préjugés ; à la préservation du caractère sacré du foyer familial ; à la personnification de la vertu et à la chasteté de la femme. »

— Zeta Iota Chapter, ΑΦΑ Fraternity History 
Le 20 décembre 1907, les fondateurs Jones et Murray établirent les statuts du second chapitre de la fraternité, (Beta), à l'université Howard qui devint donc ainsi le lieu de naissance de la première organisation noire Lettre Grecque parmi les universités traditionnellement noires. Jones et Murray formèrent le chapitre (Gamma) le 30 décembre 1907 à Virginia Union University. La fraternité a ouvert des Archives Alpha Phi Alpha à l'université Howard, Washington, D.C. pour préserver l'histoire de l'organisation.
Le secrétaire d'État de New York publia les statuts de la Fraternité Alpha Phi Alpha le 29 janvier 1908 (processus légal par lequel la fraternité reçoit sa charte et est autorisée dans l'état où elle est basée à opérer en tant que personne morale) . Le but et les objectifs de la fraternité dans ces articles étaient d'être « éducatifs et pour l'élévation mutuelle de l'esprit de ses membres ».

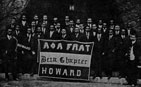
La première Convention Générale d'Alpha Phi Alpha, tenue à l'université Howard en 1908

La Fraternité devint internationale quand elle établit la charte d'un chapitre à l'University of Toronto en 1908 (bien que peu après le chapitre fut dissous et son siège fut transféré à l'université qui s'appelle maintenant l'Huston-Tillotson University à Austin, Texas). D'autres chapitres internationaux ont été créés à Londres, Angleterre, Frankfort, Allemagne, Monrovia, Liberia, les Antilles et la Corée du Sud.
La première convention générale se réunit en décembre 1908 à l'Université Howard, suscitant la mise en place du premier rituel et celle de l'élection du premier Président Général d'Alpha Phi Alpha, Moses A. Morrison.
Aujourd'hui, le bureau du Président Général exerce une grande influence au-delà de la fraternité, et chaque président nouvellement élu est automatiquement considéré comme l'un des "100 Américains Noirs les plus influents."
La fraternité créa son premier chapitre d'anciens élèves Alpha Lambda en 1911 à Louisville (Kentucky). La fraternité se constitua en personne morale à nouveau le 9 avril 1911, selon les lois du Congrès des États-Unis dans le District de Columbia, sous le nom de « The Alpha Phi Alpha Fraternity ».

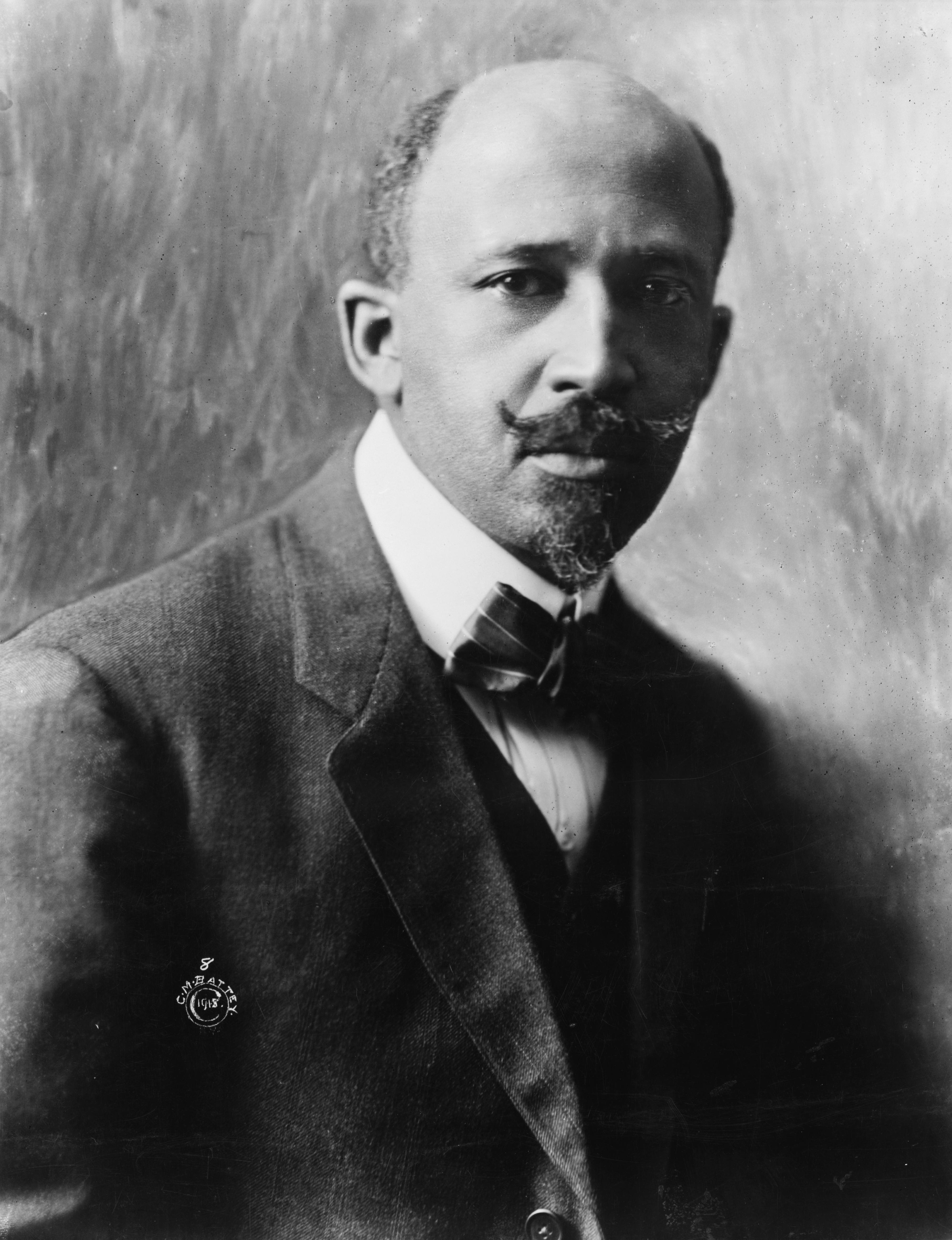
W. E. B. Du Bois, membre d'Alpha Phi Alpha, a fondé le NAACP et son journal, The Crisis.

Pendant plus de 100 ans Alpha Phi Alpha et ses membres se sont exprimés et ont exercé leur influence sur des sujets politiques, dans les affaires courantes, et sur des questions clés du monde de leur époque en tant qu'entrepreneurs, fondateurs et rédacteurs en chef de publications nationales. The Crisis, le magazine officiel de la National Association for the Advancement of Colored People (NAACP), fut lancé par W. E. B. Du Bois, qui était membre de la fraternité, en 1910. The Sphinx, organe officiel de la fraternité dénommé ainsi en référence au monument égyptien, commença ses parutions en 1914. Paraissant encore de nos jours, The Crisis et The Sphinx sont les deux plus anciens journaux de la communauté noire qui ont été édités sans discontinuité depuis leur naissance. L'Opportunity Journal de la National Urban League (NUL), publia son premier numéro en 1923 sous la responsabilité du fondateur d'Alpha, Eugene K. Jones, avec l'Alpha frère Charles Johnson comme rédacteur en chef.
Le lobbying de la fraternité et son discours auprès du gouvernement en faveur de la création d'un camp d'entrainement d'officiers noirs pour les troupes de soldats noirs a eu pour effet la création du camp d'entraînement de Fort des Moines pendant la Première Guerre mondiale. Trente-deux hommes de la fraternité ont obtenu leur brevet d'officier (quatre furent faits capitaines et quatre-vingt-dix pour cent furent nommés Premiers Lieutenants. Le premier lieutenant Victor Daly fut décoré de la croix de guerre pour ses services en France. Aujourd'hui, le fort est un musée et un centre d'éducation qui honore la classe des premiers aspirants officiers afro-américains de l'Armée américaine en 1917.
Tout en continuant d'insister sur les qualités d'excellence parmi ses membres, les dirigeants d'Alpha mirent l'accent sur le besoin de corriger les injustices dans les domaines de l'éducation, de l'économie, de la politique et du social dont souffraient les Afro-Américains et la communauté mondiale. Alpha Phi Alpha accrut son engagement volontaire en initiant un système de bourses pour les étudiants nécessiteux et d'autres projets de charité et de service et commença à évoluer d'une fraternité sociale vers une organisation principalement tournée vers le service à la communauté.

Frederick H. Miller, troisième président général d'Alpha Phi Alpha dit un jour, 

« Notre race souffre grandement parce que ses dirigeants ont été à la fois généreux avec leur propre chapelle, limités en intelligence avec des habitudes mentales tordues. Ai-je besoin de dire que je pense que la fraternité Alpha Phi Alpha est l'organisation la plus prometteuse parmi les organisations Noires existantes. »

### Histoire: 1919–1949

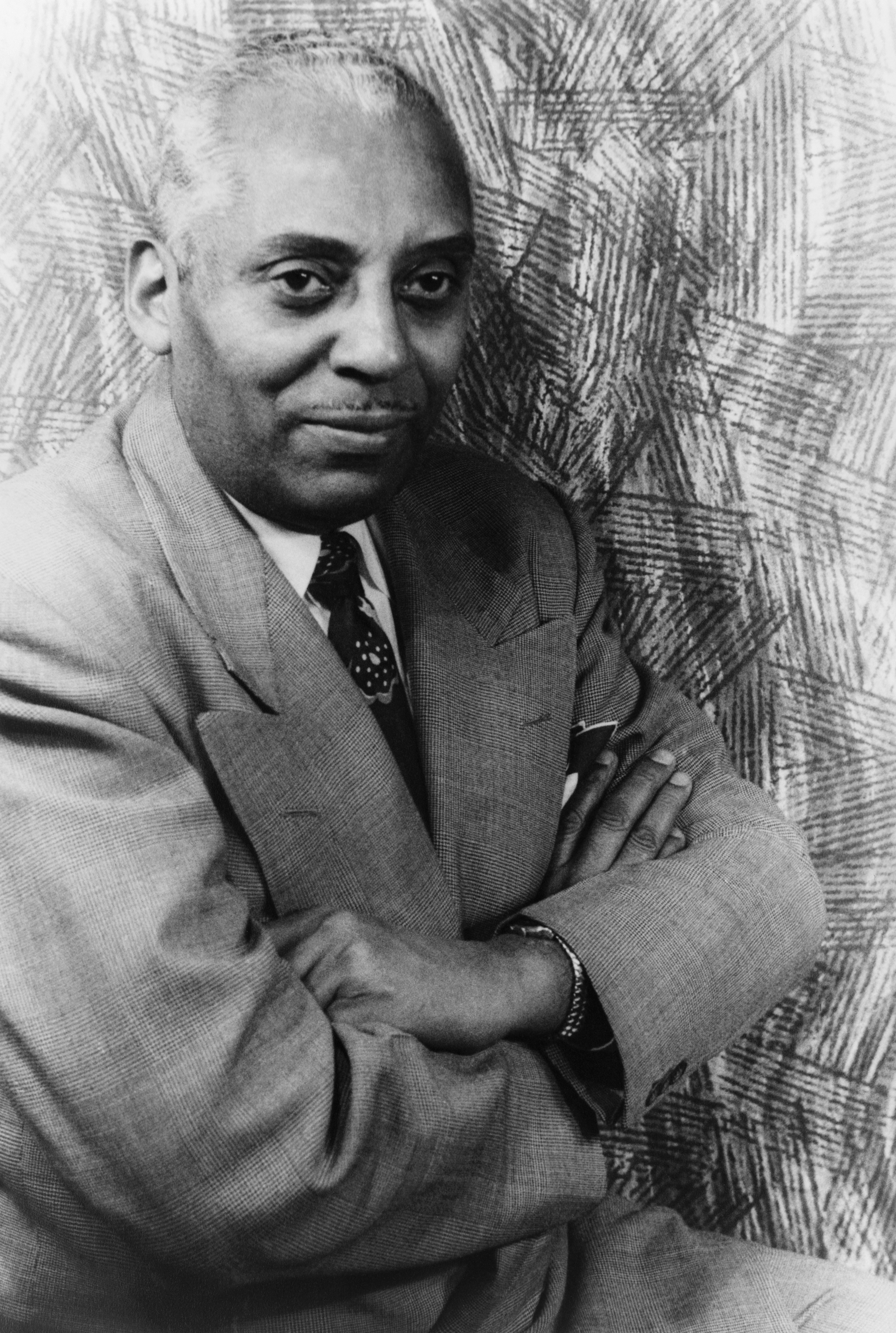
Noble Sissle, membre d'Alpha Phi Alpha et Artiste de la Renaissance de Harlem.

Les Programmes nationaux de la fraternité remontent à 1919, avec comme première initiative, la campagne "Go-To-High_school, Go-to-College" pour promouvoir l'accès et la réussite scolaire et universitaire dans la communauté afro-américaine.
Les années 1920 virent la naissance du mouvement Renaissance de Harlem–un renouveau de l'art, de la littérature, de la musique, et de la culture Afro-Américaine qui finit par être absorbée par le courant dominant de la Culture américaine. Les frères Alpha Charles Johnson, W. E. B. Du Bois, Noble Sissle, Countee Cullen et d'autres furent des initiateurs, des promoteurs et des participants à ce regain initié par la communauté afro-américaine de Harlem, New York. Vers la fin des années 1920, la fraternité avait 85 chapitres disséminés sur le territoire des États-Unis et comportait plus de 3000 membres.

« Je veux que la Fraternité apparaisse clairement dans les affaires de la Nation »

— Vertner W. Tandy ΑΦΑ Founder
Pendant la Grande Dépression, Alpha Phi Alpha et ses membres continuèrent à mettre en place des programmes de soutien à la communauté noire. Le « Committee on Public Policy » (Comité pour la Stratégie Publique), la Fondation pour l'Éducation d'Alpha Phi Alpha, et la « Foundation Publishers » furent constitués pendant la Convention Générale de 1933. Le « Committee on Public Policy » prit position sur de nombreux sujets concernant la communauté noire. Il analysa la prestation des agences du New Deal de Franklin Delano Roosevelt pour évaluer le statut de la population noire, tant dans le traitement des employés noirs des agences que pour la qualité des services rendus aux noirs Américains. Les membres de la fraternité Rayford Logan et Eugene Jones étaient membres du non officiel « Black_Cabinet » mis en place par Roosevelt.
La Fondation pour l'Éducation a été instituée pour les besoins sociaux, économiques et éducatifs des Afro-Américains aux États-Unis. La Fondation, dirigée par Rayford Logan, était structurée pour accorder des bourses et des allocations aux étudiants Noirs. Les « Foundation Publishers » avaient pour mission d'accorder un soutien financier et matériel aux écrivains traitant des questions Afro-Américaines. L'historien et membre de la fraternité John Hope Franklin fut l'un des premiers bénéficiaires de la maison d'édition et fut le lauréat du prix Kluge 2006 pour l'ensemble de son œuvre sur l'étude de l'humanité.
En 1933 le frère Belford Lawson, Jr. fonde la « New Negro Alliance » (NNA) (la nouvelle Alliance nègre) à Washington D.C. pour combattre les entreprises des quartiers noirs dirigées par des blancs qui ne souhaitaient pas embaucher des personnes noires. La NNA institua alors une campagne radicale « Don't Buy Where You Can't Work » (N'achetez pas là où vous ne pouvez travailler) et organisa ou menaça d'organiser des boycotts contre les entreprises tenues par des blancs. En réponses, quelques entreprises firent mettre en demeure les piquets de grève d'arrêter leur mouvement. Les avocats de NNA, y compris Lawson et Thurgood Marshall, ripostèrent — jusqu'à la Cour suprême des États-Unis dans le cas New Negro Alliance v. Sanitary Grocery Co. Ce Jugement en faveur de NAACP fit jurisprudence dans la lutte des Afro-Américains contre les pratiques d'embauches discriminatoires. Des groupes « Don't Buy Where You Can't Work » se formèrent partout aux États-Unis.[a]. De nos jours, La fraternité sponsorise un challenge oratoire annuel Belford contre Lawson dans lequel les membres doivent démontrer leurs talents oratoires tout d'abord au niveau du chapitre, puis les gagnants au niveau du district, puis régional et enfin à la Convention Générale.

La fraternité commença à se faire entendre sur les questions du droit de vote, inventant le slogan bien connu « A Voteless People is a Hopeless People » (Une personne sans bulletin de vote, est une personne sans espoir), qui fit partie de ses efforts pour faire inscrire les citoyens noirs sur les listes électorales. L'« Institute for Philosophy and Public Policy » (Institut pour la philosophie et la vie publique) déclara 

« Alpha Phi Alpha...développa des écoles de citoyenneté dans le Sud urbain avec son slogan  "A Voteless People is a Hopeless People" et fit inscrire des centaines de noirs dans les années 1930, des dizaines d'années avant que la Southern Christian Leadership Conference (SCLC) et le Student Nonviolent Coordinating Committee (SNCC) ne lancent leurs écoles des citoyens dans les années 1960. »

 Le slogan est toujours utilisé dans les campagnes continues d'Alpha Phi Alpha pour l'inscription des citoyens,. L'ancien maire de Washington, D.C et membre d'Alpha Phi Alpha Marion Barry fut le premier président de la SNCC.

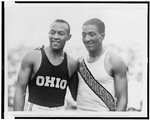
Jesse Owens et Ralph Metcalfe sont deux membres d'Alpha Phi Alpha parmi de nombreux Olympiens.

Aux Jeux olympiques d'été de 1936, sept frères de la fraternité représentent les États-Unis : Jesse Owens, Ralph Metcalfe, Frederick Pollard, Jr.[réf. nécessaire], Cornelius Cooper Johnson[réf. nécessaire], Archibald Williams, Dave Albritton, et John Woodruff. En 1938, Alpha Phi Alpha continue de s'étendre et devient une organisation internationale en adjoignant Londres (Angleterre) à sa liste de chapitres.
Alpha Phi Alpha soutint les batailles légales contre la ségrégation raciale. Quelques-uns de ses membres qui étaient avocats plaidèrent dans des procès majeurs de la nation impliquant les droits civiques et les libertés publiques. Le cas intitulé Murray v. Pearson (en)[réf. nécessaire]
(1935) fut intenté par la fraternité et mené avec succès par les hommes d'Alpha Thurgood Marshall et Charles Houston pour défier les préjugés à l'Université qui n'avait aucune loi exigeant la ségrégation dans ses collèges. La fraternité apporta son aide dans un cas similaire qui impliquait le frère 
Lloyd L. Gaines. Dans le cas Gaines v. Canada (en)[réf. nécessaire], le cas de ségrégation le plus important depuis Plessy v. Ferguson, Gaines fut privé d'inscription à la faculté de droit à l'université du Missouri-Columbia parce qu'il était noir. Les frères de la fraternité Houston et Sidney Redmon argumentèrent avec succès que « Les États offrant un seul système éducatif doivent permettre aux noirs et aux blancs de s'y inscrire s'il n'y a pas d'école spécifique pour les noirs ».

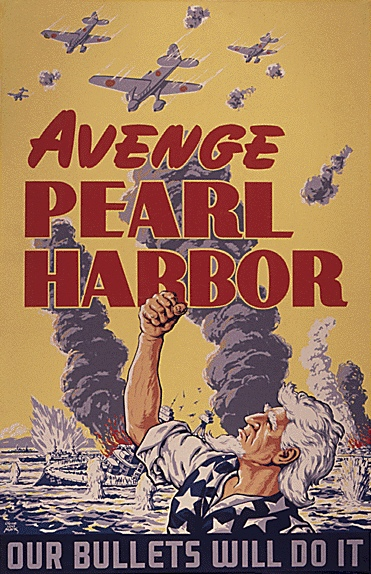
Alpha Phi Alpha soutient les États-Unis après que l'attaque sur Pearl Harbor eut enflammé les sentiments américains contre le Japon comme montré ici dans la propagande américaine.

En 1940, fidèle à son statut de « première des premières », Alpha Phi Alpha chercha à mettre fin aux discriminations raciales dans son propre effectif. L'utilisation du mot negro dans les clauses d'adhésion de la constitution qui fait référence à « tout étudiant nègre masculin » sera remplacé, par exemple ici par "tout étudiant masculin". La décision unanime de modifier la constitution de la fraternité fut prise en 1945 et fut la première action officielle d'une Organisation Lettre Grecque Noire pour autoriser l'admission de personnes de toutes couleurs et de toutes races. Bernard Levin devint en 1946 le premier membre non noir, et Roger Youmans fut le premier membre non noir à s'adresser à la fraternité, à la Convention générale de 1954.
Après l'attaque sur Pearl Harbor en 1941 et l'entrée de la nation dans la Seconde Guerre mondiale, la fraternité lutta pour assurer les droits de ses adhérents dans les rangs des officiers des Forces armées américaines.
Le type de guerre rencontré met en évidence le lien entre l'éducation et la guerre où l'analphabétisme, diminuant l'utilité d'un soldat pour l'armée, ne pouvaient être compensé qu'avec l'intégration d'un grand nombre d'hommes ayant un niveau d'instruction universitaire dans les rangs des officiers.
Les hommes d'Alpha servirent dans presque toutes les branches militaires et tous les programmes de défense civile pendant la Seconde Guerre mondiale.
La direction de la fraternité encouragea les hommes d'Alpha à acheter des obligations d'État pour financer la guerre, et les adhérents répondirent par leurs achats massifs. La fraternité a une longue tradition de service à l'Armée, et cette tradition est restée forte.
Les chefs militaires d'Alpha Samuel Lee Gravely, Jr. et Benjamin Thurman Hacker ont été suivis par d'autres membres de la fraternité qui commandent et servent dans les Forces armées.

Paul Robeson.

En 1946, le frère Paul Robeson, dans une lettre au Courrier des lecteurs du The New York Times, se référant à l'apartheid et à l'inquiétante requête de l'Afrique du Sud pour annexer le Sud-Ouest africain, un mandat de la Société des Nations, appela (ses):

« compagnons Américains à faire connaitre leur protestation contre de telles conditions au ministère Sud Africain à Washington ; à envoyer au Conseil pour les Affaires africaines une expression de leur soutien  pour ces travailleurs sérieusement opprimés en Afrique du Sud ; à garder en mémoire la situation en Afrique du Sud lorsque le général Jan Smuts viendra aux Nations unies y demander l'annexion du Sud-Ouest africain, avec pour conséquence un nombre plus important d'Africains exploités par lui. »

En 1947, Alpha Phi Alpha décerna l’Alpha Medallion à Robeson pour son « rôle remarquable comme champion de la liberté ».[b].

### Histoire: 1950–1969
La Convention Générale de 1952 fut le lieu d'une importante action historique concernant les "Seven Jewels". La décision fut prise par un comité spécial 

« de replacer le frère Eugene K. Jones dans son véritable cadre historique en soulignant le rôle qu'il a joué à l'origine puis dans le développement de la fraternité lors des premières années de son histoire »

 Ce comité spécial était composé des "Jewels" Callis, Kelly, Murray et de l'historien de la fraternité Charles Harris Wesley. James Morton a été retiré de la liste des fondateurs, mais reste dans l'histoire de la fraternité comme l'un des premiers initiés. La Convention créa l'(en)« Alpha Award of Merit » (le Prix Alpha du Mérite) et l'(en)« Alpha Award of Honor » (le Prix Alpha de l'honneur) pour la reconnaissance d'efforts soutenus produits au nom des Afro-Américains, et fut décerné à Thurgood Marshall et à Eugene Jones,.

« Que Dieu accorde, que de cette assemblée, de cette noble assemblée d'hommes de la fraternité, certains dirigeants de notre nation émergeront --Martin Luther King, Jr., (Discours adressé à ΑΦΑ au Jubilé d'Or) »

— Martin Luther King, Jr.
En 1956, la fraternité fit un "Pèlerinage" [c] à Cornell pour célébrer son "Jubilé d'Or" qui attira près de 1000 membres voyageant dans un train affrété de Buffalo (New York) vers Ithaca. Le frère Martin Luther King, Jr. prononça un discours liminaire au banquet du 50e anniversaire, dans lequel il parla des "injustices de la Ségrégation". Il y avait trois "Jewels" présents pour cette occasion, Kelly, Callis et Murray.

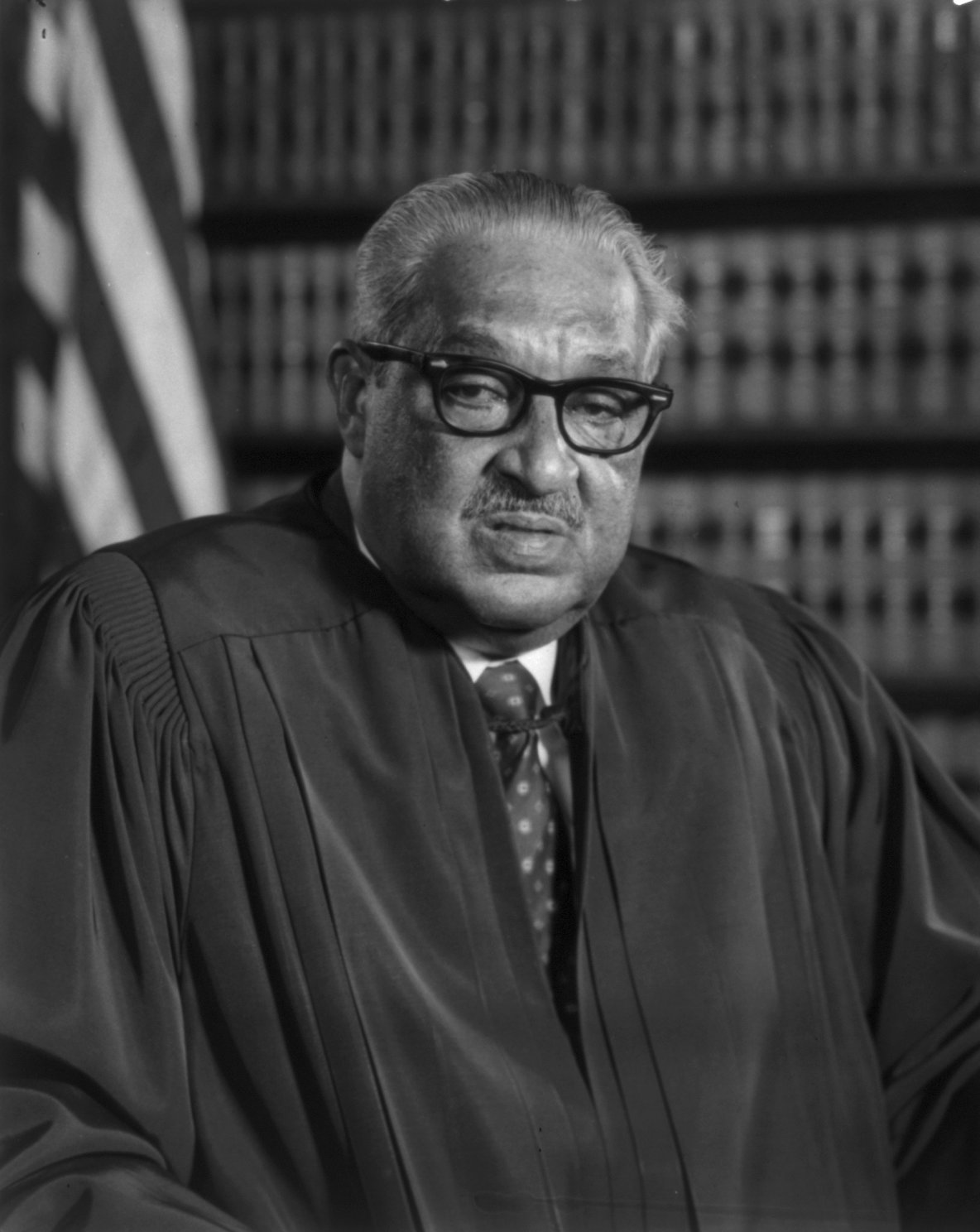
Thurgood Marshall, membre d'Alpha Phi Alpha, plaida avec succès le procès à la Cour Suprême intitulé en qui établit que la ségrégation était inconstitutionnelle.

Les hommes d'Alpha étaient des pionniers, et toujours à la pointe dans la lutte pour les droits civiques qui reprit dans les années 1950. À Montgomery (Alabama), Martin Luther King, Jr. fut à la tête du Boycott des bus de Montgomery comme pasteur, puis plus tard comme dirigeant du SCLC. À Birmingham (Alabama) Arthur Davis Shores plaida pour les droits civils au procèsLucy v. Adams (en)[réf. nécessaire]. Thurgood Marshall s'occupa du procès Brown v. Board of Education à la Cour suprême, qui se prononça contre la ségrégation dans les écoles publiques. Marshall employa le plan du mentor et frère de la fraternité Charles Houston pour utiliser l'inégalité de fait dans le système éducatif noir « séparé mais identique » aux États-Unis, en utilisant la Clause de protection égale ((en)« Equal Protection Clause ») du XIVe Amendement pour attaquer et mettre en échec les lois Jim Crow.
Les actions des militants politiques d'Alpha eurent pour conséquences un certain nombre de menaces de mort lancées à leur encontre mais aussi à l'encontre de leurs familles, et leurs maisons devinrent les cibles des bombes incendiaires.

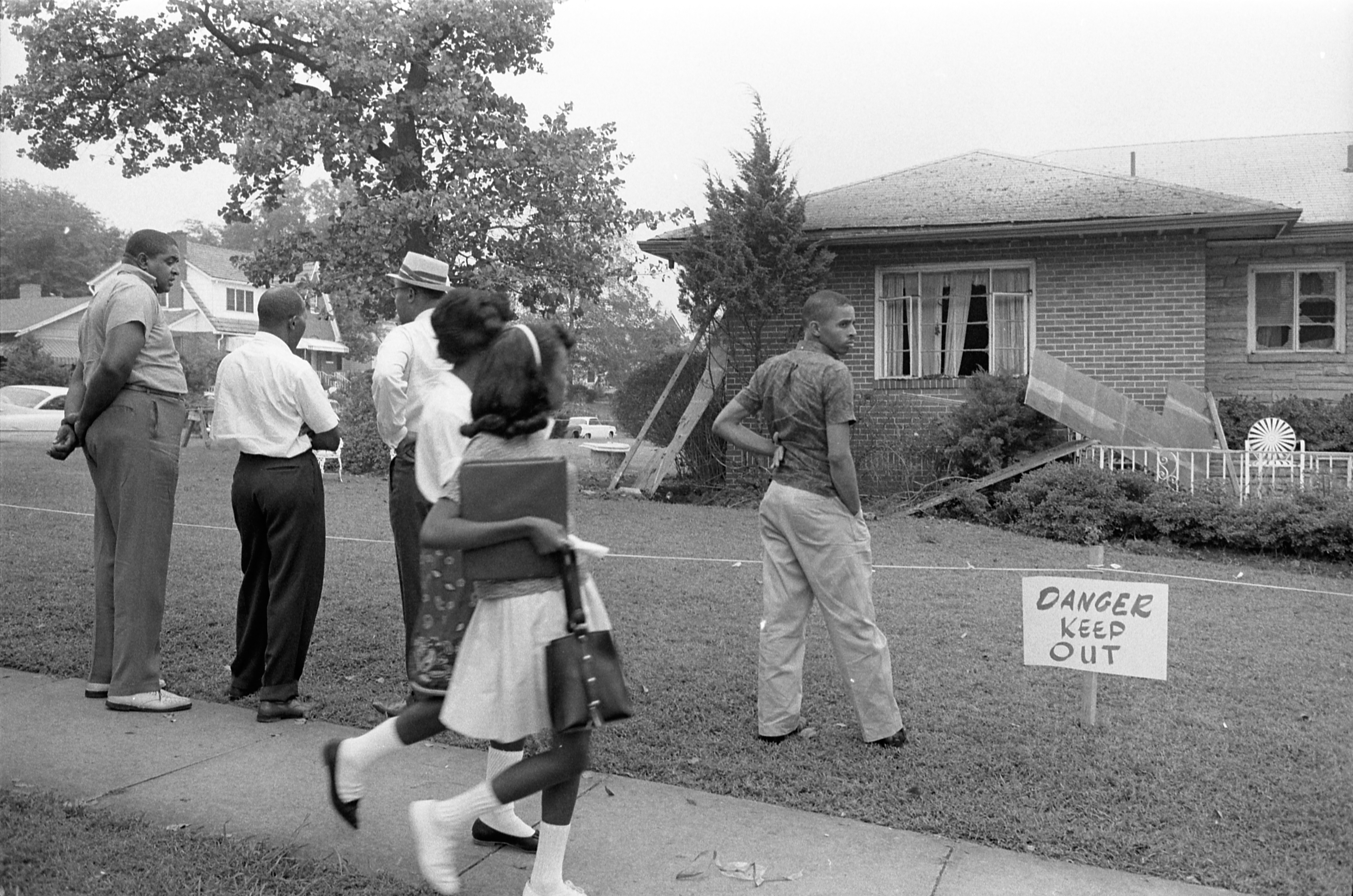
Birmingham (Alabama) le 5 septembre 1963, des habitants regardent la maison d'Arthur Shores, attorney du NAACP et membre d'Alpha Phi Alpha, endommagée par l'explosion d'une bombe. La bombe a explosé le jour précédent, le 4 septembre, blessant la femme de Shores.

En 1961, Whitney Young devint le président de la National Urban League. En 1963, la NUL accueillit les réunions des chefs des droits civils devant mettre en place le planning de la Marche vers Washington pour le travail et la liberté. La délégation d'Alpha Phi Alpha fut l'une des plus importantes à participer à la marche sur Washington.
En 1968, après l'assassinat du frère de la fraternité Martin Luther King, Jr., Alpha Phi Alpha proposa d'ériger un mémorial permanent dédié à Martin Luther King à Washington, D.C. Les efforts de la fraternité se renforcèrent en 1986 après que la date d'anniversaire de la naissance de Martin Luther King fut déclarée journée nationale. Les membres d'Alpha créèrent la société (en)« Washington D. C. Martin Luther King, Jr. National Memorial Project Foundation, Inc » pour lever des fonds d'un montant de 100 millions de dollars nécessaires à sa construction.

### Histoire: 1970–2000
Dans les années 1970, de nouveaux objectifs furent adoptés pour faire face à l'environnement social du moment, sans que les vieux programmes sociaux et les anciennes politiques ne soient pourtant abandonnées; Sous la direction du Président Général Ernest Nathan Morial la fraternité se tourna vers de nouveaux besoins sociaux, comme l'élimination des ghettos aux États-Unis dont la campagne pour ce combat se présenta sous différents aspects y compris celui de la construction de logements et des initiatives entrepreneuriales.
La loi fédérale du logement (de 1963) dispose que les associations à but non lucratif s'impliquent dans l'offre de logements aux familles et aux citoyens à bas revenus (personnes âgées ou non). Alpha Phi Alpha fut prompte à exploiter ce programme gouvernemental pour améliorer les conditions de vie des logements urbains. Le chapitre Eta Tau Lambda créa la société Alpha Phi Alpha Homes Inc. dirigée par James R.Williams pour répondre à ces besoins à Akron (Ohio).
En 1971, Alpha Phi Alpha Homes Inc. reçut 11,5 millions de dollars accordés par le département du Logement et du Développement urbain des États-Unis pour poser la première pierre de Channelwood Village avec la Henry Arthur Callis Tower comme pièce maitresse. Channelwood possède d'autres structures nommées d'après les Présidents Généraux James R. Williams et Charles Wesley, et des rues nommées d'après les fondateurs Tandy et Ogle. Les Alpha Towers à Chicago et trois autres programmes de logements à Saint-Louis- Alpha Gardens, Alpha Towne et Alpha Village virent leur achèvement sous la direction d'Alpha Phi Alpha.

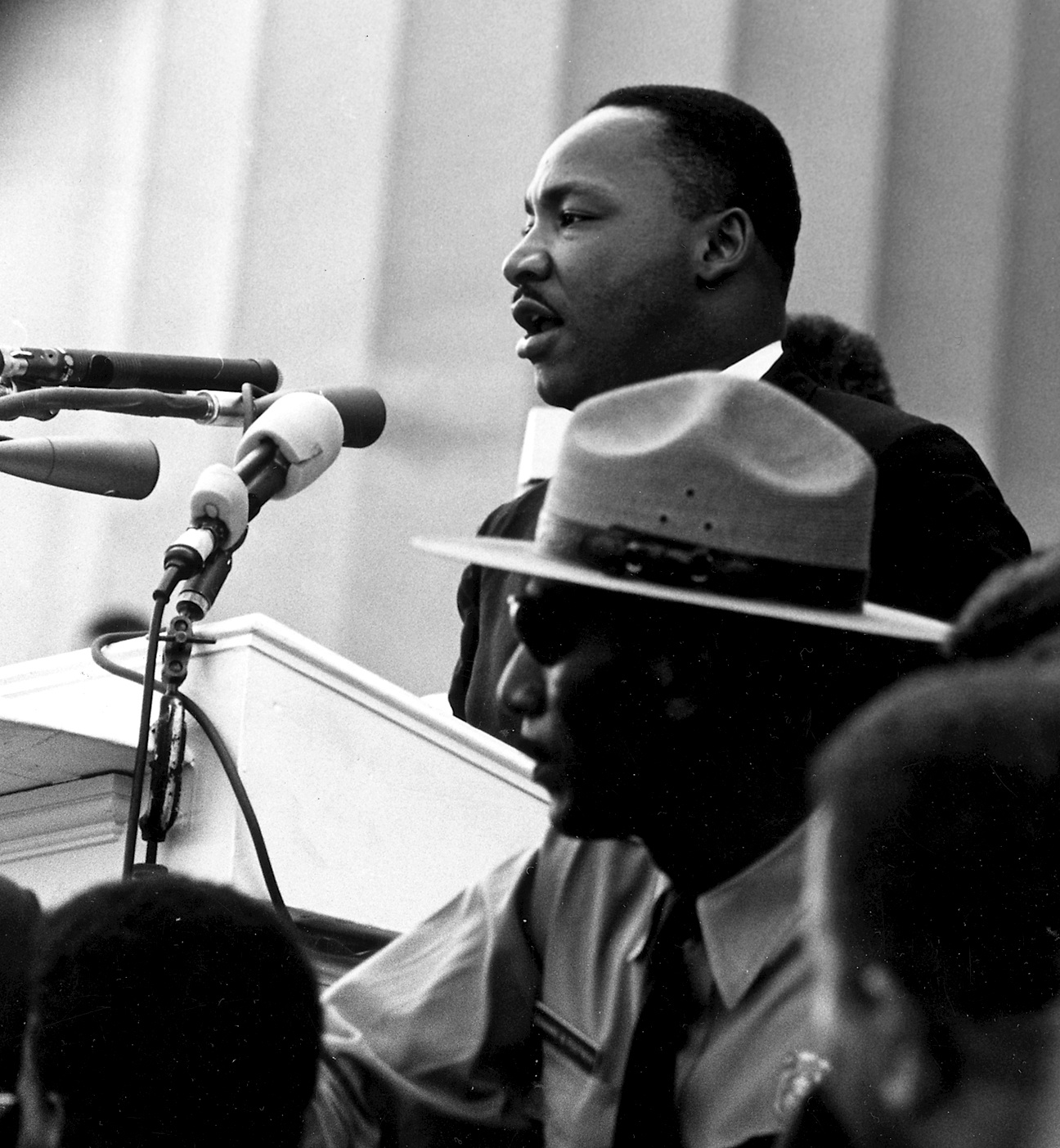
Sans doute le membre d'Alpha Phi Alpha le plus reconnu, Martin Luther King, Jr. prononçant son Discours "I Have a Dream" en face du Lincoln Memorial pendant la marche de 1963 sur Washington.

En 1976, la fraternité célébrait son 70e anniversaire avec une Convention située sur un double site : New York et Monrovia. La fraternité initia le Million Dollar Fund Drive (la Collecte de Fonds d'un million de dollars) ayant trois bénéficiaires principaux- (en)« United Negro College Fund (UNCF) », La (en)« National Urban League » et la NAACP. Le directeur général de la NAACP déclara, "Alpha Phi Alpha offre – en une seule fois – le don le plus important jamais reçu par un groupe œuvrant pour les droits civils"
En 1981, la fraternité célébrait son Jubilé de Diamant à Dallas (Texas), cette manifestation comportait entre autres la présentation du New Thrust Program (Programme du Nouvel Élan) composé de trois initiatives : le Million Dollar Fund Drive, les Leadership Development and Citizenship Institutes, et la requête pour obtenir un jour férié pour le frère de la fraternité Martin Luther King, Jr.

Alors que le XXIe siècle approchait, l'engagement sur le long terme d'Alpha Phi Alpha pour l'amélioration sociale et économique de la condition humaine restait une de ses priorités majeures. Le 28e président général de la fraternité Henry Ponder déclara 

« Nous aimerions que le public perçoive Alpha Phi Alpha comme un groupe d'hommes professionnels, formés à l'Université, soucieux de et attentifs aux besoins de l'humanité ; nous nous donnerons beaucoup de mal pour prêter nos voix, notre temps, notre expertise et notre argent pour résoudre les problèmes que l'humanité doit résoudre alors que nous entrons dans le XXIe siècle  »

En 1996, Le (en)« World Policy Council » (WPC), un Think tank de la fraternité, fut créé pour étendre l'implication de la fraternité en politique, et ainsi recenser et rassembler les importantes questions globales et mondiales qu'elle envisage d'aborder dans le futur. Le Congrès des États-Unis permit au secrétaire d'État à l'intérieur de donner l'autorisation à Alpha Phi Alpha de construire un mémorial dédié au Dr Martin Luther King sur les terrains du département de l'Intérieur dans le District de Columbia
.

« nous ferons beaucoup d'efforts pour prêter nos voix, notre temps, notre expertise et notre argent pour résoudre les problèmes que l'humanité doit résoudre alors que nous entrons dans le XXIe siècle. »

— Henry Ponder, Ebony (magazine)

### XXIesiècle
En 2006, plus de 10 000 membres d'Alpha Phi Alpha se rassemblèrent à Washington, D.C. pour participer à la Convention du centenaire afin d'établir les fondements du service de la fraternité sur les 100 prochaines années. La fraternité développa un plan stratégique national qui dessina les grandes lignes des processus qu'Alpha Phi Alpha utilisera dans ses efforts continuels pour former les dirigeants de demain, et promouvoir la confraternité et l'excellence académique. Le rapport du Centenaire du World Policy Council fut publié en connexion avec le centenaire d'Alpha Phi Alpha
.

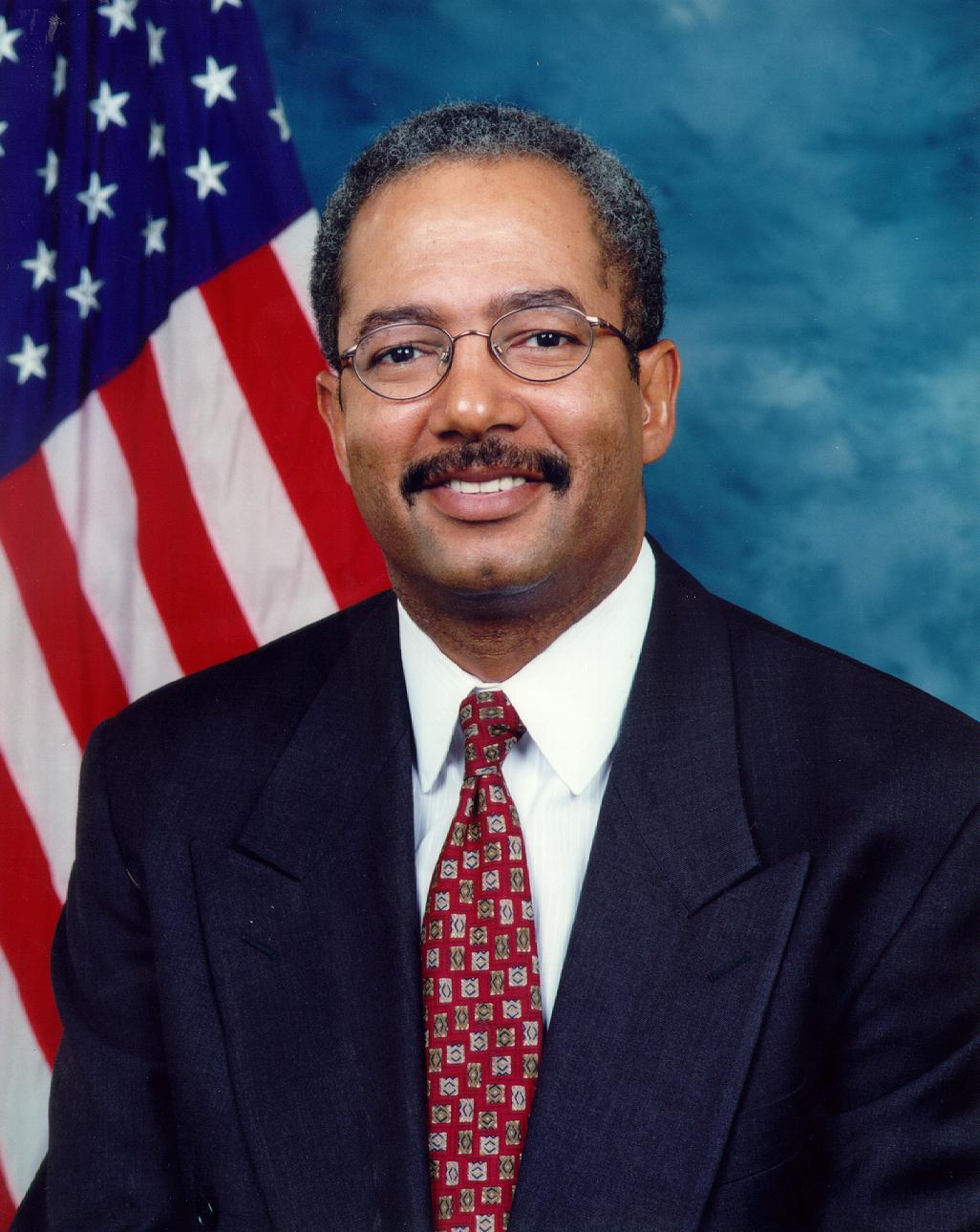
Chaka Fattah membre d'Alpha Phi Alpha et membre du Congrès américain.

En 2007, le président général Darryl Matthews s'adressa aux manifestants du rassemblement pour la défense de six adolescents noirs, les 6 de Jena ; cette affaire rappelait d'une manière poignante les différents procès qui ont ponctué les luttes pour les droits civils dans les années 1950.
À la veille de l'Investiture de Barack Obama, la fraternité anima un programme « jour férié pour Martin Luther King » au National Press Club (USA) « pour honorer les premiers d'hier - ceux qui ont tracé le chemin pour que la nation puisse célébrer le premier Président Afro-Américain ».
À cette occasion, le membre du Congrès américain Chaka Fattah déclara 

« la vie et l'héritage du Dr. King furent un passage obligé pour que soit rendue possible l'élection de Barack Obama, les deux sont inextricablement liés »

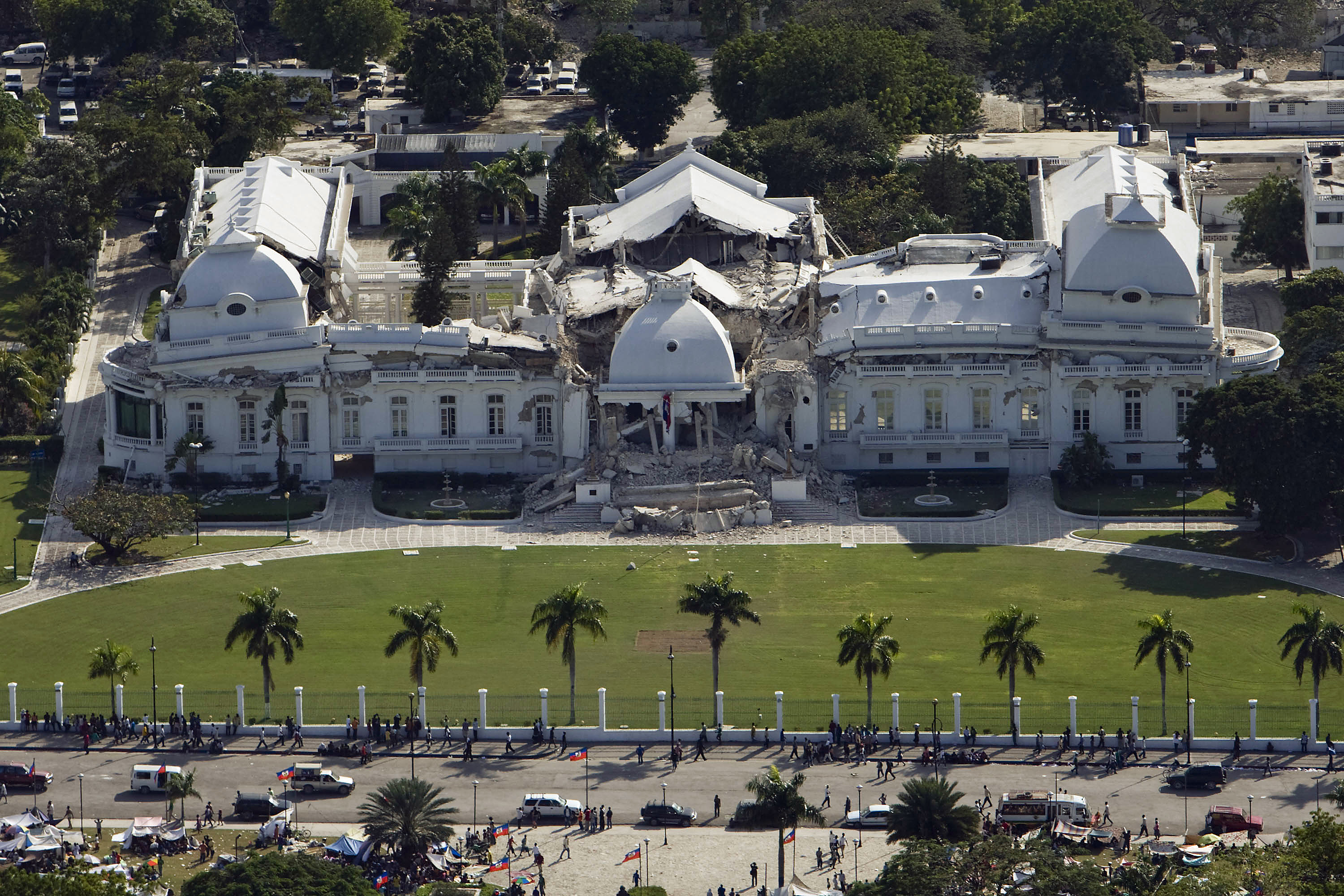
Le palais national qui s'est écroulé lors du tremblement de terre à Port-au-Prince, Haïti de janvier 2010.

Alpha Phi Alpha répondit à l'appel à l'action du président Barack Obama, adressé aux Américains pour reconstituer l'esprit de la nation américaine, en mettant en place un programme d'intérêt général concentré sur la sauvegarde de la jeunesse noire américaine.
La fraternité demanda au Président Obama de créer un (en)« White House Council on Men and Boys » (Conseil de la Maison Blanche au sujet des hommes et des enfants) et y associer Alpha Phi Alpha pour s'occuper spécifiquement des besoins de ce groupe au niveau national
.
Alpha Phi Alpha répondit au séisme de 2010 à Haïti par l'envoi en Haïti d'une délégation humanitaire d'hommes d'alpha pour une mission d'enquête visant à évaluer la situation et à développer un plan de soutien sur le long terme pour le peuple haïtien. L'organisation considère son futur plan ' adopter ' une école en Haïti comme "une grande opportunité pour la première fraternité inter-collégiale noire de montrer sa solidarité envers la première République noire indépendante".
La fraternité protesta contre l'adoption de l'Arizona Senat Bill 1070 qu'elle jugeait susceptible de conduire à un profilage racial, en déplaçant son congrès national 2010 de Phoenix à Las Vegas. Le projet de loi dispose qu'être un étranger à l'État d'Arizona sans papiers d'identité est un crime d'État passible de la correctionnelle ; il élargit la loi locale et la législation fédérale sur l'immigration et autorise les poursuites contre ceux qui abriteraient, cacheraient, et transporteraient des immigrants illégaux,. Le projet de loi propose les plus larges et les plus strictes mesures anti-immigration illégale depuis des décennies.

## Programmes nationaux
Alpha Phi Alpha affirme qu'à travers ses initiatives d'intégration communautaire, la fraternité offre sa voix et sa vision à la lutte des Afro-Américains, à la Diaspora africaine, et au règlement d'innombrables problèmes spécifiques qui affectent les hommes de la communauté noire,.
| Mentoring                    | Affaires Nationales et Internationales |
| Éducation                    | Prolonger l'Héritage                   |
| Project Alpha                | Leadership Training Institute          |
| Alpha Academy                | Go To High School, Go To College       |
| Commission sur l'Entreprise  | A Voteless People is a Hopeless People |
| Alpha et le NAACP            | Alpha Head Start Academy               |
| Programmes en Coopération et | Développement Économique               |

La fraternité participe aux efforts de bienfaisance grâce à ses fondations "Education Foundation" et "Building Foundation", qui octroient des bourses universitaires et des abris aux familles déshéritées. La fraternité associe ses efforts à ceux d'autres organisations philanthropiques telles que Head Start, Boy Scouts of America, Big Brothers Big Sisters of America,
Project Alpha avec March of Dimes, Habitat for Humanity International et Fortune 500

« Nous ne devons pas perdre notre temps et peindre la girafe, mais obtenir des résultats. Chaque chapitre doit réaliser et  mettre en valeur sa part du programme avec intérêt et dynamisme --Lucius L. McGee, 10e président général d'ΑΦA »

— Lucius L. McGee
La "Designated Charity" ("Charité désignée") d'Alpha bénéficie d'approximativement 10 000 dollars, une contribution unique due aux efforts pour lever des fonds à la convention générale annuelle de la fraternité. La fraternité a aussi fait des efforts pour former des dirigeants avec les programmes nationaux de parrainage.
La Washington, D.C. Martin Luther King, Jr. National Memorial Project Foundation (Fondation pour le projet national du mémorial de Martin Luther King, Jr. à Washington, D.C." est un projet d'Alpha Phi Alpha pour construire le mémorial national "Martin Luther King, Jr." dans le National Mall à Washington DC.

### Aller au lycée, aller à l'université
Établi en 1922, le programme « Go-To-High School, Go-To-College » est destiné à offrir aux hommes d'Alpha l'opportunité de fournir un modèle aux jeunes participants. Le programme se concentre sur l'importance donnée à l'achèvement des cycles secondaires et universitaires qui peuvent servir à la promotion sociale, et sur la transmission d'informations et de stratégies facilitant le succès.

### Éducation des votants/Programme d'Inscription sur les listes électorales
« A Voteless People is a Hopeless People » fut initié en tant que programme national d'Alpha pendant les années 1930 quand beaucoup d'Afro-Américains avaient le droit de voter mais étaient empêchés de voter à cause des « poll taxes » (impôt, aboli en 1964, donnant droit à être inscrit sur les listes électorales) des menaces de représailles, et le manque d'éducation au sujet du processus électoral. L'éducation des votants et l'inscription sur les listes électorales sont depuis restées une préoccupation dominante dans le planning de la fraternité. Dans les années 1990 le discours principal a évolué vers la promotion de la conscience politique et l'autonomie des individus; ce discours a été délivré la plupart du temps par l'intermédiaire des réunions citadines et des tribunes des candidats.
Le chapitre Nu Mu Lambda de la fraternité de Decatur, Georgia, tint une réunion d'incitation à l'inscription sur les listes électorales dans le comté de DeKalb en 2004. Le secrétaire d'État de Géorgie Cathy Cox rejeta la totalité des 63 demandes d'inscriptions sur le motif que la fraternité n'avait pas suivi les procédures adéquates, y compris l'obtention d'une autorisation spécifique pour conduire cette incitation.

« Par la présente, la Cour trouve et DÉCLARE que le rejet des demandes d'inscription sur les bases par lesquelles elles ont été soumises sous la forme d'une liasse, ou par quelqu'un qui n'était pas un greffier ou un greffier adjoint, viole la loi de 1993 concernant l'inscription sur les listes électorales  --U.S. Court of Appeals, Wesley v. Cox. »

Nu Mu Lambda intenta un procès dont le cas est connu sous le nom Charles H. Wesley Education Foundation v. Cathy Cox sur la base que de longue date, la politique et la pratique de rejet des demandes d'inscription par le secrétaire d'État de Géorgie soumises en liasses et/ou par des personnes autres que les greffiers, greffiers adjoints, ou par les demandeurs individuels, violaient les obligations induites par la loi de 1993 concernant l'inscription sur les listes électorales « (NVRA) » en minant les incitations à l'inscription. Un juge de District des États-Unis 
confirma les décisions précédentes de la Cour fédérale, qui trouva aussi que des entités privées avait un droit selon la loi « NVRA », d'organiser l'activité d'inscription des votants en Géorgie aux moments et dans des lieux de leur choix, sans la présence ou la permission de l'État ou des officiels locaux pour les élections.

### Projet Alpha
Alpha Phi Alpha, le chapitre Iota Delta Lambda à Chicago et l'organisation March of Dimes commencèrent un programme collaboratif appelé Projet Alpha en 1980. Le projet consiste en une série d'ateliers et de sessions d'information mis en place par les frères de la fraternité Alpha Phi Alpha pour offrir aux jeunes hommes une information précise et à jour sur la prévention de la grossesse chez les adolescentes. Alpha Phi Alpha participa aussi aux WalkAmerica 
(ce sont des marches – aujourd'hui renommées « marches pour les Bébés » – organisées dans tout le pays pour attirer l'attention sur une question et lever des fonds) organisées par March of Dimes et récolta plus de 181 000 dollars de fonds en 2006.

### Mémorial National Martin Luther King, Jr.
Pour un article plus général, voir Martin Luther King, Jr. National Memorial.
La campagne pour ériger un mémorial permanent dédié à Martin Luther King, Jr. est l'un des projets les plus ambitieux de l'histoire de la fraternité. En 1996, le Congrès des États-Unis accepta, avec la loi de droit public 104-133 que le président Bill Clinton ratifia, la requête de la fraternité demandant la création d'une fondation (la Washington, D.C. Martin Luther King, Jr. National Memorial Project Foundation) pour s'occuper de la levée des fonds, de la conception et de la construction du Mémorial. Harry E. Johnson est le président actuel de la fondation et le 31e président général d'Alpha phi Alpha. Le National Park Service (agence fédérale US qui gère et entretient tous les parcs et certains monuments publics) maintiendra le site.
Le Martin Luther King, Jr. National Memorial sera le premier monument du National Mall à honorer une personne afro-américaine, et Martin Luther King, Jr. sera le second non-président des États-Unis à être commémoré de cette manière. Le 4 décembre 2000, Alpha Phi Alpha posa une plaque de marbre et de bronze pour marquer le site de 16 000 m2 (4 acres) du mémorial qui borde le Tidal Basin, Washington DC, avec dans sa perspective le Jefferson Memorial et le Lincoln Memorial.
La cérémonie de la pose de la première pierre eut lieu le 13 novembre 2006 et l'objectif de la fraternité était de consacrer le mémorial en 2008 pour célébrer le 40e anniversaire de la mort du Dr King
.
Maintenant, la fin des travaux du mémorial est prévue pour le milieu de l'été 2011. Une cérémonie d'inauguration ouvrant au public les 16 000 m2 du lieu a été planifiée pour le 28 août 2011, mais a été reportée à cause du passage de l'ouragan Irene.

### World Policy Council
Pour un article plus général, voir World Policy Council.
Le président général Milton C. Davis créa le World Policy Council en 1996, un think tank à but -nonlucratif et impartial dont la mission — telle qu'elle est décrite dans son rapport du centenaire — est d'« examiner les problèmes concernant notre confrérie, notre communauté, notre nation, et le monde,. »

« Après la mise en place d'un conseil de politique internationale, la fraternité Alpha Phi Alpha fit soudain les gros titres de la presse internationale quand le groupe demanda au Nigeria de libérer les prisonniers politiques. »

— -- Simeon Booker Jet (magazine)
Le Conseil est dirigé par l'ambassadeur du Botswana aux États-Unis Horace Greeley Dawson, Jr. et communique ses positions par l'intermédiaire de livres blancs diffusés aux personnalités politiques, politiciens, universitaires, journalistes, ainsi qu'aux chapitres de la fraternité. Depuis sa fondation le Conseil a publié cinq rapports sur des sujets tels que la crise du 
SIDA, le Conflit israélo-palestinien, et la Politique du Nigeria,.
Le cinquième rapport est publié en 2006 et étudie le Millennium Challenge Account, l'Ouragan Katrina et l'Extraordinary rendition des États-Unis.

### Adhésion Pan-Hellénique
La fraternité maintient une double adhésion au National Pan-Hellenic Council (NPHC) et à la North-American Interfraternity Conference (NIC). Le NPHC est composé de 9 sororités et fraternités internationales noires de type 'Lettres Grecques' et Alpha Phi Alpha est le seul membre créé dans une université Ivy League. Le conseil promeut des interactions à travers les forums, les réunions, et d'autres moyens d'échange d'information, et s'est engagé dans des programmes et initiatives coopératives par le biais de différentes activités, fonctions et charges
.
La NIC est le défenseur des besoins de ses membres. Elle le fait par l'enrichissement de l'expérience des fraternités; la promotion et la croissance de la communauté des fraternités; et l'amélioration de la mission d'éducation des institutions hôtes.

## Adhésion à la fraternité
« La principale signification d'Alpha Phi Alpha réside dans son objectif de stimuler, développer, et cimenter un corps de dirigeants formés et intelligents dans un combat sans fin pour la liberté, l'égalité et la fraternité. Notre tâche est infinie. »

— Henry A. Callis (en)[réf. nécessaire] Fondateur d'AFA et 6e président général
L'effectif d'Alpha Phi Alpha est principalement afro-américain avec des frères dans plus de 680 collèges et universités et des chapitres aux États-Unis, dans le District de Columbia, aux Caraïbes, Bermudes, Europe, Asie et Afrique. Depuis sa fondation en 1906 plus de 175 000 hommes ont rejoint les rangs de la fraternité Alpha Phi Alpha et un large pourcentage de dirigeants dans la communauté afro-américaine du XXe siècle est originaire de ses rangs,.

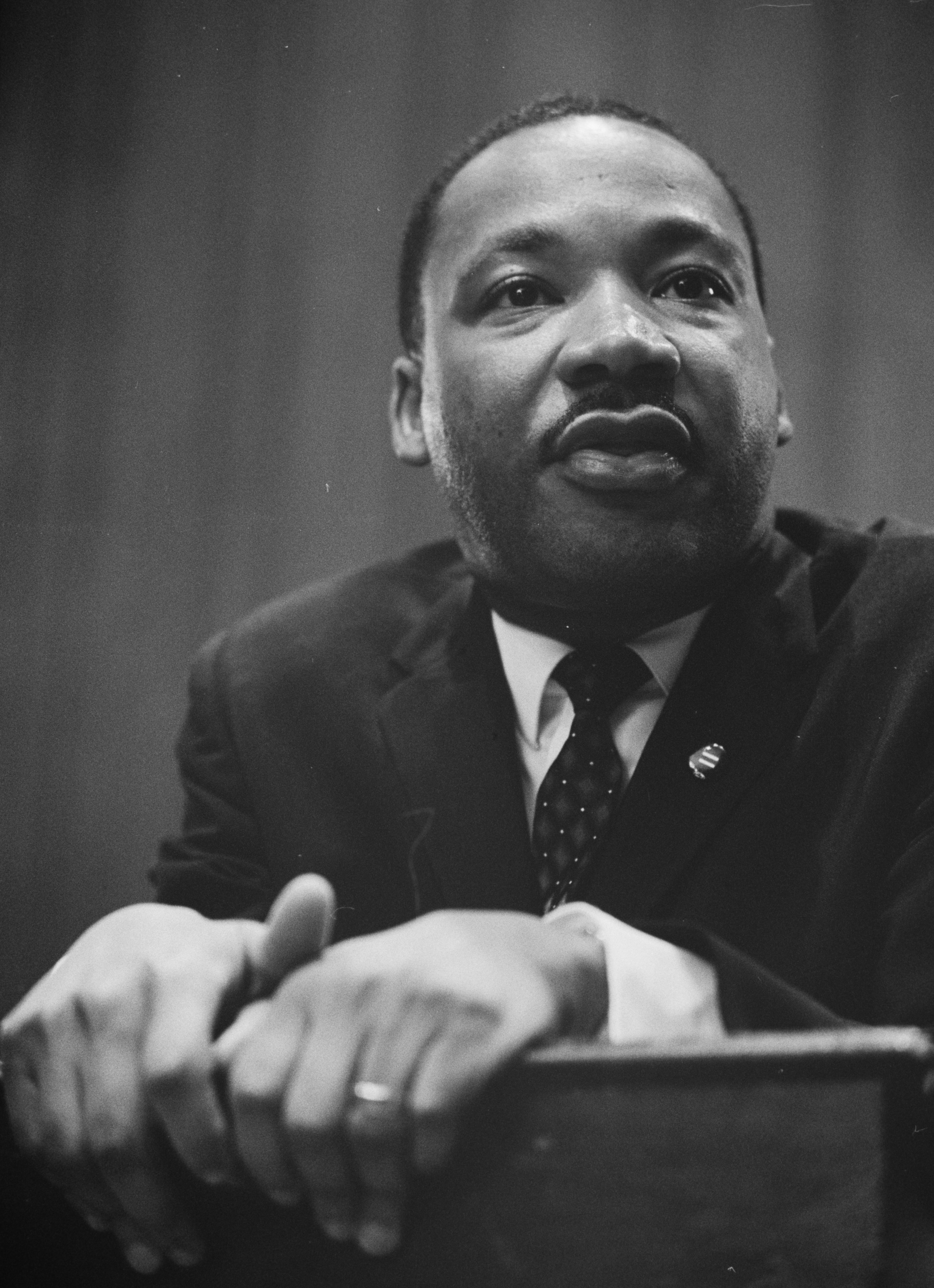
Martin Luther King, Jr. penché sur un pupitre en 1964.

John A. Williams (auteur), dans son livre The King that God Did Not Save (Le Roi que Dieu n'a pas Sauvé), qui est un essai sur la vie de Martin Luther King, Jr., écrit 

« un homme qui travaille dur pour son statut ne s'arrête pas à l'éducation. Il y a des titres qui l'accompagnent qui doivent être gagnés. Une fraternité est l'un de ceux-ci,. »

La mystique de l'appartenance à un groupe Lettre Grecque attire toujours en grand nombre les étudiants des universités malgré les actions en justice qui ont menacé l'existence même de certaines fraternités et sororités. La Fraternité désapprouve à présent les activités d'allégeances et de promesses et les membres potentiels sont appelés « aspirants ».

### Admission
La période d'engagement est le temps pendant lequel le néophyte ou le nouveau membre potentiel s'engage dans la fraternité avant d'être initié. Pendant cette période l'aspirant apprend l'histoire de l'organisation, les principes et l'opiniâtreté demandées par la confrérie. Pendant plus de neuf décennies un Aspirant Alpha Phi Alpha était initialement appelé « Sphinxman » (homme du Sphinx), puis plus tard « Ape » (Grand Singe) pendant la « Hell week » (Semaine d'enfer) quand les aspirants sont soumis aux endurances physiques et psychologiques. La Fraternité actuellement initie les membres à travers le programme d'aspirant et toutes les activités de recrutement sont conduites pour la fraternité par l'Office National d'Admission et doit avoir lieu en présence d'un Officier National d'Admission.

Dans la sélection des candidats à l'adhésion, certains chapitres n'ont pas échappé aux accusations d'emploi de clichés raciaux et d'allégations xénophobes. Dans une biographie du Juge Thurgood Marshall, les auteurs racontent comment certains chapitres de la fraternité utilisaient le test du sac de papier d’emballage par lequel les étudiants dont la couleur de la peau était plus foncée que le papier, étaient écartés. Le président général Belford Lawson, Jr. déplora cette attitude et condamna les pratiques initiatiques snobs et de nature exclusive, et déclara 

« Jésus-Christ ne pourrait pas prétendre adhérer à la fraternité Alpha Phi Alpha aujourd'hui ; ils le mettraient sur liste noire parce qu'il ne serait pas assez 'génial'. »

Il y a eu des périodes dans l'histoire de la fraternité où le bizutage était observé dans certaines « Pledge lines » (soirées organisées par les fraternités auxquelles les aspirants doivent amener le plus de jolies filles possible). La fraternité n'a jamais cautionné le bizutage, et a été informée de problèmes liés aux initiations et au « rushing » (pratique qui consiste pour les aspirants pendant une semaine à rencontrer les membres des fraternités dans lesquelles ils souhaitent s'inscrire pour espérer obtenir une invitation à entrer dans ces fraternités), à tel point qu'à la Convention Générale de 1934 les fondateurs de la fraternité communiquèrent leur inquiétude concernant la violence physique qui s'exprimait pendant les cérémonies d'initiations.
À la Convention Générale de 1940, on discuta du contenu d'un manuel du néophyte, qui devait comporter une brève histoire générale, la liste des chapitres et leurs sites, les réussites des hommes d'Alpha, les hommes exceptionnels d'Alpha, et les procédures d'initiation.

« On ne doit pas récriminer au sujet de la brutalité. L'accent devrait être mis sur l'histoire et les objectifs de la Fraternité plutôt que sur la punition corporelle. »

— Rayford Logan 15e président général d'ΑΦA
Le bizutage est maintenant interdit par la loi dans plusieurs États des États-Unis et la politique officielle de la fraternité est que le bizutage va à l'encontre des objectifs et des buts de la Fraternité et sa pratique parmi les membres d'Alpha Phi Alpha a été abandonnée.
Il n'est plus légal non plus, dans la fraternité, pour ses membres d'organiser des « Pledge lines » ou bien de requérir des aspirants qu'ils se soumettent au bizutage. Les individus impliqués dans des actions de bizutage encourent de graves sanctions disciplinaires au sein de la fraternité.
En 2001, le chapitre de l'université de l'État de l'Ohio fut suspendu deux ans à la fois par l'Université et par la Fraternité Alpha Phi Alpha nationale pour bizutage et autres manquements. En 2007, le chapitre de l'Oklahoma State University–Stillwater fut suspendu pour cinq années et les membres impliqués dans les activités de bizutage furent expulsés d'Alpha Phi Alpha. Les blessures infligées aux futurs membres étaient telles qu'elles nécessitèrent une intervention médicale,.
Dans le passé, la fraternité se donna la possibilité d'accueillir dans ses rangs des hommes de grande valeur par le biais des adhésions honoraires et honoraires de haut rang. Le Vice-Président Hubert Humphrey (qui est Blanc), le musicien de jazz Duke Ellington, et le militant W. E. B. Du Bois furent nommés membres honoraires. L'homme politique et écrivain américain Frederick Douglass est le seul membre initié à titre posthume ; en 1921, 26 ans après sa mort, il fut honoré par la fraternité Alpha Phi Alpha qui l'éleva au titre de membre « hautement honoraire » du chapitre Omega.

### Membres Éminents
| Dennis Archer              | Président-American Bar Association                   |
| Richard Arrington          | Maire-Birmingham, Alabama                            |
| Edward William Brooke, III | Procureur général, sénateur entre 1967 et 1979       |
| Willie Lewis Brown, Jr.    | Maire-San Francisco                                  |
| Emanuel Cleaver            | Maire-Kansas City (Missouri)                         |
| E. Franklin Frazier        | Président-Association américaine de sociologie       |
| Malvin Russell Goode       | Reporter-American Broadcasting Company               |
| Samuel Lee Gravely, Jr.    | Commandant d'une flotte de l'US Navy                 |
| Charles Hamilton Houston   | Rédacteur en Chef-Harvard Law Review                 |
| Maynard Jackson            | Maire-Atlanta                                        |
| John H. Johnson            | Forbes 400                                           |
| Ernest Nathan Morial       | Maire-La Nouvelle-Orléans                            |
| Thurgood Marshall          | Juge-Cour suprême des États-Unis                     |
| Samuel Pierce              | conseil d'administration de la Compagnie Fortune 500 |
| Fritz Pollard              | Entraineur principal-National Football League        |
| lang=en                    | Président-National Association of Black Journalists  |

Alors que les BGLO (Organisations noires à Lettres Grecques) devenaient partie intégrante de la culture Afro-Américaine et qu'Alpha Phi Alpha se développait pour atteindre 175 000 membres, la fraternité commença à dresser la liste de ceux qui se réclamaient d'elle. Ce qui donna entre autres les résultats suivants : aux États-Unis, 60 % des médecins, 75 % des avocats et 65 % des dentistes masculins noirs étaient membres d'Alpha Phi Alpha, et 95 % des universités noires ont, ou ont eu, un président membre d'Alpha Phi Alpha.
Sur la liste des adhérents à la fraternité on trouve le militant Dick Gregory, Cornel West professeur à Princeton, Charles B. Rangel membre du Congrès américain, le secrétaire du département du Logement et du Développement urbain des États-Unis Samuel Pierce, l'entrepreneur John H. Johnson, l'athlète Mike Powell, le musicien Donny Hathaway, L'ambassadeur aux Nations unies Andrew Young, le premier Premier ministre des Bermudes Sir Edward Richards, et le maire d'Atlanta Maynard Jackson.
Roland Burris devint le seul membre noir du Sénat des États-Unis en 2009 quand il prit le siège laissé vacant par le président Barack Obama.

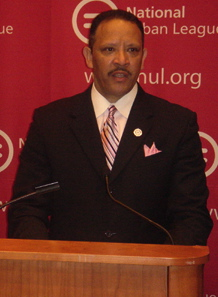
Marc Morial, membre d'Alpha Phi Alpha et Président et CEO de la National Urban League.

Les hommes d'Alpha ont largement contribué à la création et au management de la NAACP - Du Bois -, 
du Parti national du peuple (PNP de Jamaïque) - Norman Manley-, de l'Association for the Study of African American Life and History (ASALH) - (Jesse E. Moorland) -, de l'UNCF - Frederick D. Patterson -, 
et du SCLC - King, Wyatt Tee Walker - et T. J. Jemison. La « National Urban League » a eu huit dirigeants dans ses presque cent ans d'existence ; Six de ses dirigeants étaient des Alpha frères : George Haynes, Eugene Jones, Lester Granger, Whitney Young, Hugh Bernard Price et Marc Morial.

« Nous comptons sur les hommes d'Alpha pour montrer leur véritable couleur »

— Antonio M. Smith, 17e président général d'ΑΦA
Un certain nombre de pionniers dans divers champs d'activités viennent des rangs de la fraternité. Kelly Miller, membre honoraire, a été le premier Afro-Américain à être admis à l'université Johns-Hopkins. Todd Duncan fut le premier chanteur à jouer Porgy dans Porgy and Bess. Pendant la série de représentations de cet opéra à Washington en 1936, les chanteurs – conduits par Todd Duncan – protestèrent contre la ségrégation parmi l'assistance. Duncan déclara qu'il ne « jouerait pas dans un théâtre qui lui interdirait d'acheter des billets pour certaines places de théâtre à cause de ses origines raciales ». Finalement la direction du théâtre céda à la demande et permit la première représentation théâtrale multiraciale au National Theatre.
Charles Houston, diplômé de la Faculté de droit de Harvard et professeur de droit à Howard University, fut le premier dans les années 1930 à lancer une campagne pour défier la discrimination raciale dans les cours fédérales de justice. La campagne de Houston pour lutter contre les lois de Jim Crow commença avec le procès « Plessy v. Ferguson » et atteint son apogée avec la décision unanime de la Cour suprême des États-Unis dans le procès « Brown v. Board of Education ».
La campagne de Ron Dellums pour en finir avec la politique raciste de l'apartheid en Afrique du Sud atteignit son but quand la Chambre des représentants des États-Unis adopta la loi anti-apartheid de Dellums dénommée « Comprehensive Anti-Apartheid Act » appelant à un embargo commercial contre l'Afrique du Sud et à un désinvestissement immédiat des entreprises américaines dans ce pays
[d].

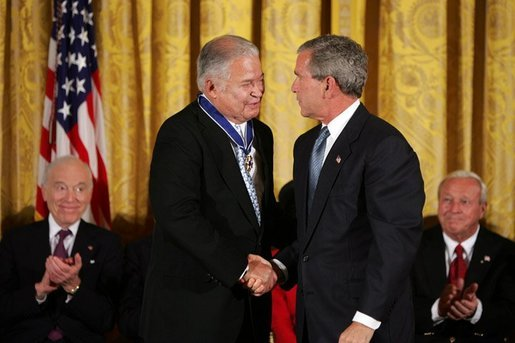
Edward Brooke, membre d'Alpha Phi Alpha, est félicité par le président George W. Bush à la cérémonie des Récipiendaires de la Presidential Medal of Freedom dans la Salle Est de la Maison Blanche.

Martin Luther King, Jr., prix Nobel de la paix, a reçu la « Medal of Freedom » pour récompenser « la personne qui aura œuvré le plus ou le mieux pour la fraternité entre les peuples, pour l'abolition ou la réduction des Armées de métier et pour avoir tenu ou promu un grand nombre de congrès en faveur de la paix. » La « Medal of Freedom » qui a été conçue pour reconnaitre le mérite des individus ayant apporté « une contribution spécialement méritoire à la sécurité ou aux intérêts nationaux des États-Unis, à la paix mondiale, à la culture ou à d'autres efforts privés ou publiques particulièrement significatifs », a été décernée à de nombreux membres y compris Edward Brooke et William T. Coleman, Jr. La médaille d'or du Congrès, la plus haute récompense civile du Congrès des États-Unis fut décernée à Jesse Owens et au vice-président Hubert Humphrey.
La « Spingarn Medal », qui est décernée annuellement par la NAACP et récompense les réussites étonnantes d'un Afro-Américain, a été attribuée aux frères Alpha John Hope Franklin, Rayford Logan et à un grand nombre de membres de la fraternité.
Le Premier ministre Norman Manley fut titulaire d'une Bourse Rhodes en 1914, accordée annuellement en fonction de la personnalité du récipiendaire et de ses réussites universitaires par la « Rhodes Trust », organisation caritative située sur le campus de l'Université d'Oxford. Randal Pinkett, Andrew Zawacki et Westley Moore ont aussi pu bénéficier de la Bourse Rhodes.

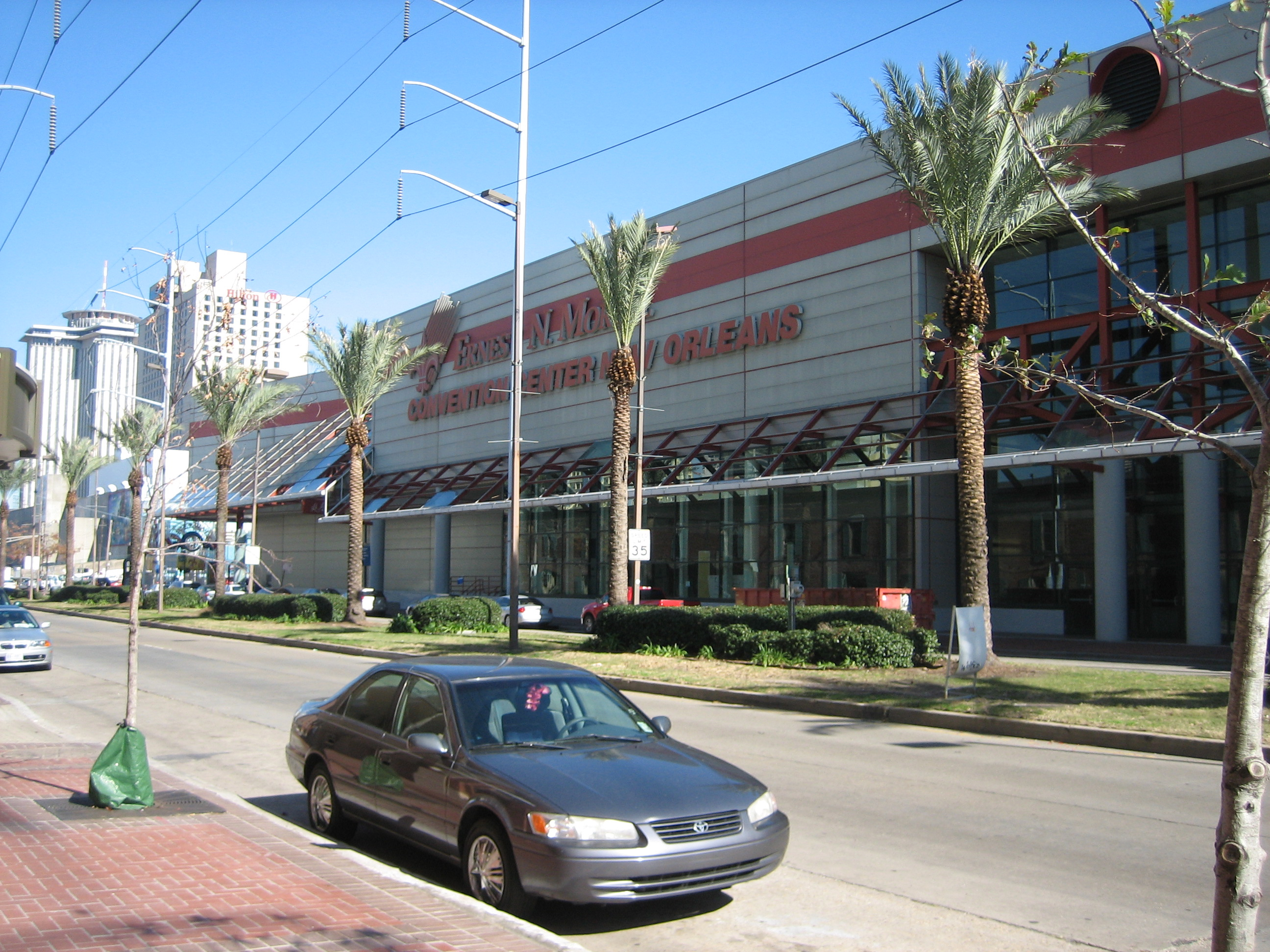
Une partie du Complexe Morial Convention Center à La Nouvelle-Orléans, Louisiane, nommé d'après Ernest Morial, président général d'Alpha Phi Alpha

Un certain nombre d'édifices et de monuments ont été désignés d'après le nom d'Alpha frères tels que le stade Eddie Robinson, le palais des Congrès Ernest N. Morial, l'aéroport international Hartsfield-Jackson d'Atlanta, l'Aéroport international Thurgood Marshall de Baltimore-Washington, le pont mémorial Whitney Young, et la bibliothèque W. E. B. Du Bois à l'université d'Amherst Massachusetts.
La « United States Postal Service » a honoré les membres de la fraternité W. E. B. Du Bois, Duke Ellington, Martin Luther King, Jr., Thurgood Marshall, Paul Robeson et Whitney Young d'un timbre commémoratif faisant partie de leur série « Black Heritage Stamp » (Timbres du patrimoine afro-américain) 
.

## Symbolisme égyptien

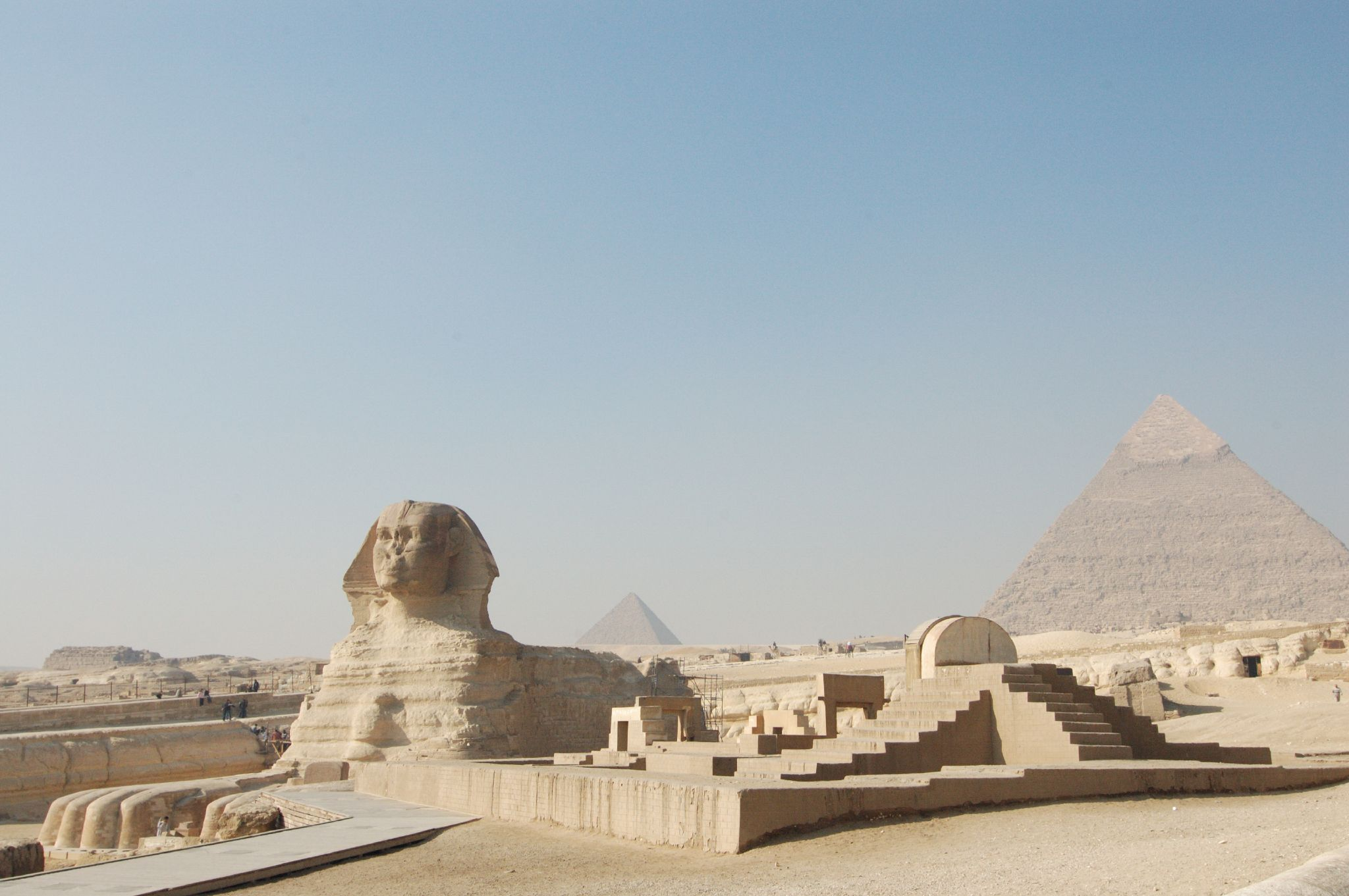
Alpha Phi Alpha a choisi d'utiliser la symbolique égyptienne plus représentative de l'héritage africain de ses membres. Le Grand Sphinx et les Grandes Pyramides de Gizeh sont les icônes de la fraternité.

Alpha Phi Alpha utilise des symboles issus de l'ancienne Égypte et emploie des images et des thèmes lyriques décrivant le Sphinx de Gizeh Her-em-akhet, les pharaons et d'autres concepts issus de l'Égypte ancienne pour représenter l'organisation. Par contraste, tout ceci fait ressortir les différences avec d'autres fraternités qui traditionnellement évoquent des thèmes propres à l'âge d'or de la Grèce antique.
La référence constante d'Alpha à l'Éthiopie dans les hymnes et les poèmes montrent plus avant l'inspiration profonde qu'Alpha Phi Alpha tire de ses racines culturelles africaines.
L'Alpha frère Charles H. Wesley écrivit : 

« La civilisation et l'histoire africaines, le Sphinx, et la tradition éthiopienne donnent un nouveau sens à la confrérie Alpha Phi Alpha, et ceux-ci expliqués aux autres acquièrent une nouvelle signification »

 Les Grandes Pyramides de Gizeh, symboles de géométrie fondatrice et sacrée, font partie des autres images choisies pour icônes par Alpha Phi Alpha.
Le 21e Président Général, Thomas W. Cole, a dit un jour : 

« Alpha Phi Alpha doit revenir à ses racines profondes ; alors seulement elle pourra se nourrir jusqu'à l'épanouissement total »

Certains membres de la fraternité entament un pèlerinage vers ses lieux de naissance spirituels égyptiens pour marcher sur le sable du plateau de Gizeh en direction du Grand Sphinx, des Grandes Pyramides et se tourner ensuite vers l'Éthiopie.

« Je me suis tenu derrière le Sphinx en Égypte en juillet pour ma troisième visite là-bas, et j'ai transmis mes vœux à ce personnage historique et silencieux au nom d'Alpha Phi Alpha et ensuite, j'ai traversé le continent en direction de l'Éthiopie. »

— Charles H. Wesley, 14e président général d'ΑΦΑ

## Célébration du centenaire

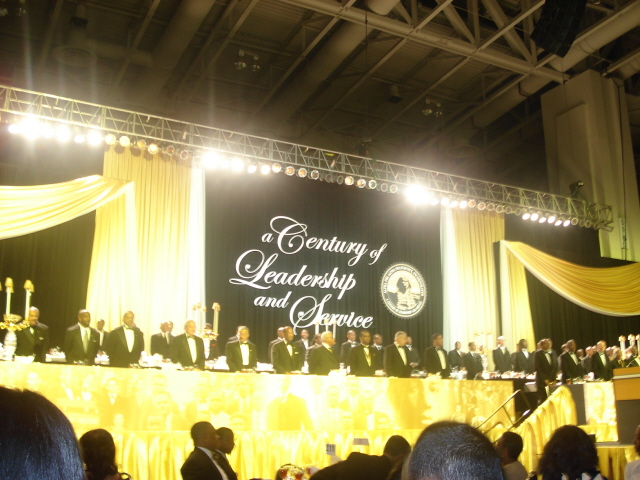
Les membres du conseil d'administration d'Alpha Phi Alpha au Banquet du Centenaire, juillet 2006 à Washington, D.C.

Alpha Phi Alpha déclara 2006 l'année de son «Ère du Centenaire» pour préparer son Centenaire, cadrée par le slogan «Premier de tous, Servants de tous, Nous transcenderons tout». Ces préparatifs ont consisté en évènements et activités se déroulant sur tout le territoire des États-Unis, incluant des travaux universitaires et intellectuels, des expositions, des conférences, des travaux artistiques et des expositions musicales, la production de films et de vidéos et une Convention du Centenaire les 25-30 juillet 2006, à Washington D.C.
Le Coup d'envoi de la Célébration du Centenaire de 2006 fut lancé avec le pèlerinage à l'université Cornell le 19 novembre 2005. Cet évènement amena 700 membres de la fraternité qui se rassemblèrent pour un long programme d'un jour. Les Membres voyagèrent d'un bout à l'autre du campus et inaugurèrent un mémorial du centenaire dédié à Alpha Phi Alpha. Le mémorial – un mur en forme de J en mémoire des Jewels – est équipé d'un banc et d'une plaque et est situé en face du Hall Barnes de l'université .
(en)« Alpha Phi Alpha Men: A Century of Leadership » est un documentaire historique sur un siècle de service et de leadership d'Alpha Phi Alpha. La première du film eut lieu en février 2006 sur PBS dans le cadre du cycle "Célébrer une Communauté : Un hommage aux institutions noires Civiles, sociales et Fraternelles."

« Mr le président, c'est un honneur et un privilège de m'adresser à cette assemblée en cette occasion des plus favorables. En tant que membre de cette fraternité, je ressens une grande fierté à me joindre à la Chambre des représentants des États-Unis pour reconnaître la signification historique du centenaire d'(en)« Alpha Phi Alpha Fraternity, Inc » David Scott »

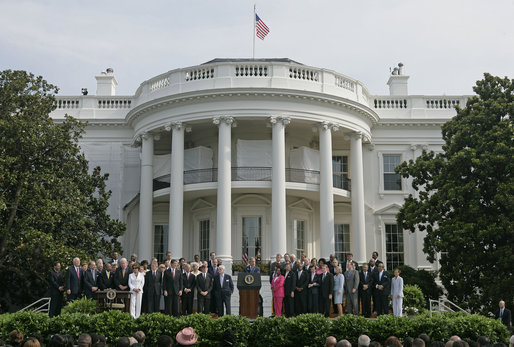
Les membres d'Alpha Phi Alpha font partie des 600 invités attendus de législateurs, d'éminents dirigeants noirs et de militants de la première heure des droits civils sur la pelouse Sud de la Maison Blanche alors que le président George W. Bush parle du nouvel accord sur le Voting Rights Act.

La Convention du centenaire, appelée réflexions sur un riche passé, regards vers un brillant avenir, a débuté au Capitole avec le discours du membre du Congrès Américain et de la fraternité David Scott à la Chambre des représentants ; 

« Cette semaine, ces hommes de toutes disciplines et lieux géographiques confondus se réunissent pour tracer et planifier l'avenir de la fraternité, célébrer son 100e anniversaire, et relancer ses principes fondateurs d'érudition, de camaraderie, de nature généreuse, et d'élévation de l'humanité »

 La Chambre des Représentants adopta la (en)« House Concurrent Resolution 384 », votée à l'unanimité (422-0), reconnaissant et honorant Alpha Phi Alpha comme la première fraternité inter universitaire à lettres grecques destinée aux Afro-Américains, pour ses réalisations et ses évènements marquants.
La résolution fut coparrainée par huit membres de la chambre des représentants, membres d'Alpha Phi Alpha, dont Emanuel Cleaver, Robert Scott (en) et Chaka Fattah. Pendant ce temps à Washington, des membres de la fraternité tels que le président de la « National Urban League » Marc Morial et le membre du congrès Gregory Meeks assistèrent à la reconduction du « Voting Rights Act of 1965 » par le président George W. Bush au cours d'une cérémonie de signature à la Maison Blanche. En hommage à Martin Luther King Jr., une cérémonie commémorative a eu lieu sur le site du Mémorial de Martin Luther King Jr. en présence du président général d'Alpha Phi Alpha et une multitude de membres rassemblés pour la convention. Le chanteur Lionel Richie, qui a reçu un « Grammy Award », donna un spectacle au « John F. Kennedy Center ».
La Maison d'Alpha, l'exposition du centenaire d'Alpha Phi Alpha, ouvrit ses portes à la convention. Herman "Skip" Mason fut le conservateur de l'exposition qui a été décrite comme un "chef-d'œuvre fraternel". Les matériaux spécifiques de l'exposition font partie des témoignages appartenant à Alpha Phi Alpha, aux chapitres locaux et aux collections personnelles des membres de la fraternités. Mason fut nommé 33e président de la fraternité en janvier 2009.

## Mouvement grec des universités noires

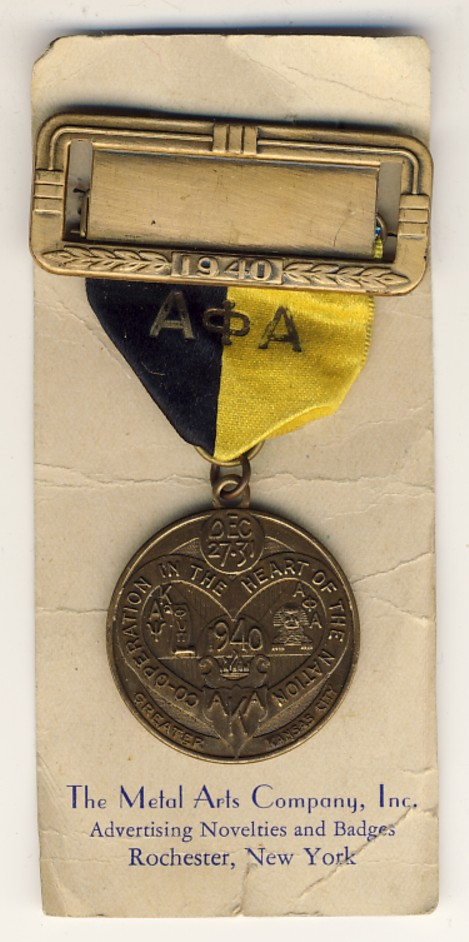
Alpha Phi Alpha delegate’s pin from the 1940 Pan-Hellenic convention of ΆΚА, ΆΦΆ, and ΚΆΨ.

Les Noirs s'appellent eux-mêmes les Grecs parce que « la Grèce était une société culturellement pluraliste constituée de plusieurs groupes ethniques et raciaux — un peu comme les États-Unis d'aujourd'hui. Pourtant, les citoyens étaient pour la plupart des personnes à peau à teint mat » selon le journaliste et membre d'Alpha Tony Brown.
Alpha Phi Alpha est la première fraternité interuniversitaire à lettre grecque des États-Unis créée pour les personnes d'ascendance africaine, et le modèle des BGLOs qui suivirent.
Les clubs (organisations) de type lettre-Grecque créés par les Afro-Américains ont commencé leur activité en 1903 à l'université de l'Indiana à Bloomington. Un club nommé Alpha Kappa Nu Greek Club est formé pour « renforcer la voix des Noirs », mais il a trop peu d'adhérents et disparaît rapidement. Il n'y a pas de trace d'une organisation similaire à l'université d'Indiana jusqu'à l'apparition de Kappa Alpha Nu (maintenant appelée Kappa Alpha Psi) en 1911. Deux fondateurs de Kappa Alpha Psi ont, un temps, eu des contacts avec le chapitre d'Alpha Phi Alpha de l'université Howard avant d'opter pour l'Université d'Indiana.
Quand Alpha Kappa Alpha est fondée en 1908 à Howard, elle était la première sororité Afro-Américaine et la première BGLO créée dans une université noire. Rapidement, quatre autres BGLOs furent instituées à Howard: Omega Psi Phi (1911), Delta Sigma Theta (1913), Phi Beta Sigma (1914) et Zeta Phi Beta (1920). L'université Butler à Indianapolis, Indiana, et l'université d'état Morgan à Baltimore, Maryland, virent la naissance de deux autres fraternités : Sigma Gamma Rho (1922) et Iota Phi Theta (1963) respectivement.
En 1940, Alpha Phi Alpha, Alpha Kappa Alpha, et Kappa Alpha Psi accueillent des conventions dans l'auditorium municipal de Kansas City (Missouri) et organisent une session historique commune des BGLOs.

## Symboles
- couleurs : Vieil Or Noir
- symbole : Sphinx de Gizeh
- fleur : Rose

## Documentaire
- Alpha Phi Alpha Men: A Century of Leadership, 2006, Producer/Directors: Alamerica Bank/Rubicon Productions